# Kommende Beckingen

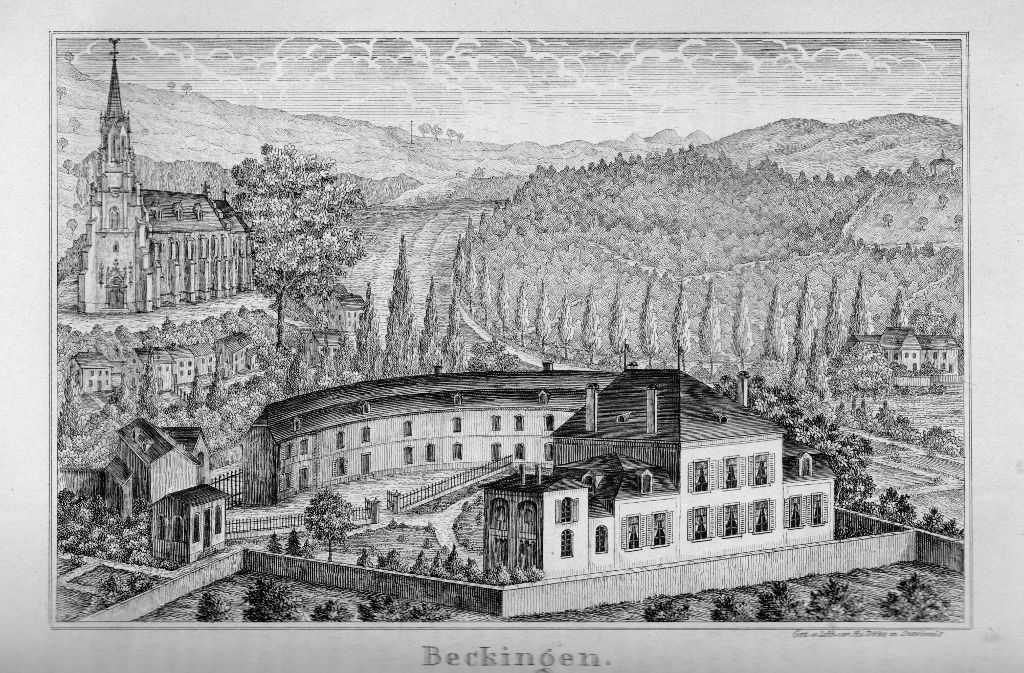
Beckingen, Lithographie aus dem Buch des Landrates Constantin von Briesen: Urkundliche Geschichte des Kreises Merzig, Saarlouis 1863. Das Bild zeigt links oben die neuerbaute neogotische Beckinger Pfarrkirche St. Johannes und Paulus. Im Vordergrund ist das Gut von Emmerich Joseph Weygold und dessen Frau Rosalie Cäcilie (geb. Demimuid, verw. Boulangé). Die Eheleute erwarben das Anwesen der ehemaligen Deutschordensniederlassung im Jahr 1852. Zunächst wurden die Gebäude nur zur Sommerfrische genutzt. Im Jahr 1856 errichtete man auf den Fundamenten des Hauptgebäudes der Kommende ein neues Haupthaus, das im Jahr 1991 abgerissen wurde. Der bogenförmige Gebäudeteil war das einzige Gebäude, das die Auflösung der Kommende in der Französischen Revolution überstanden hatte.

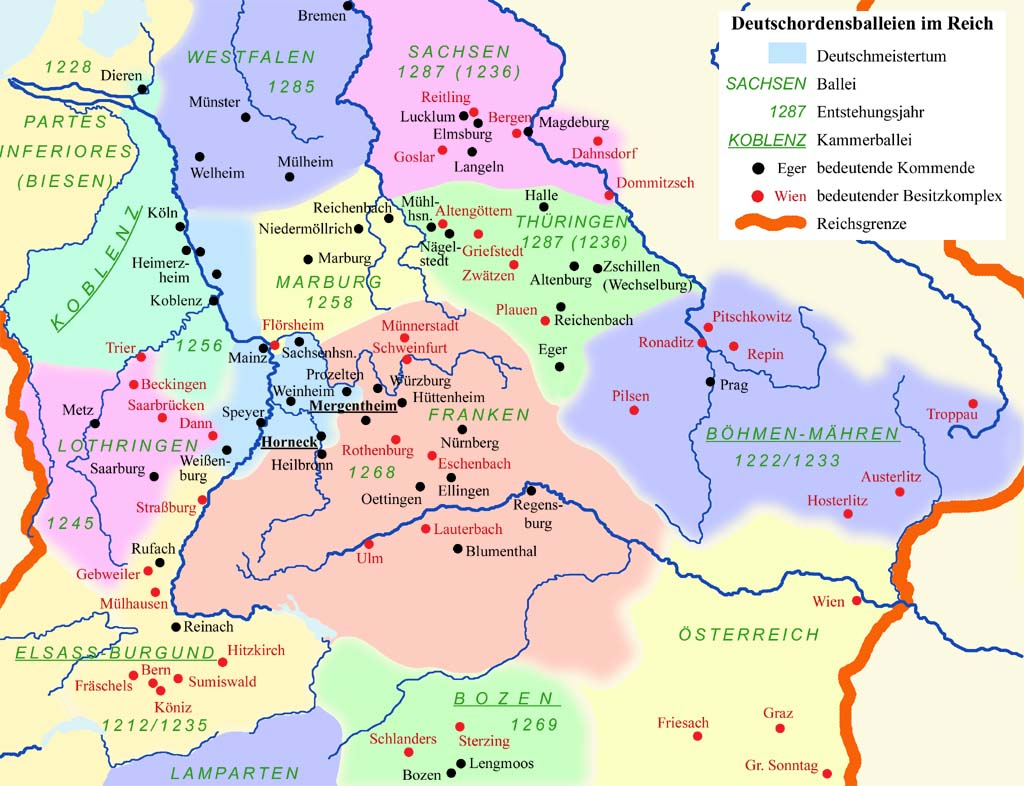
Die Ordensballeien im Reich

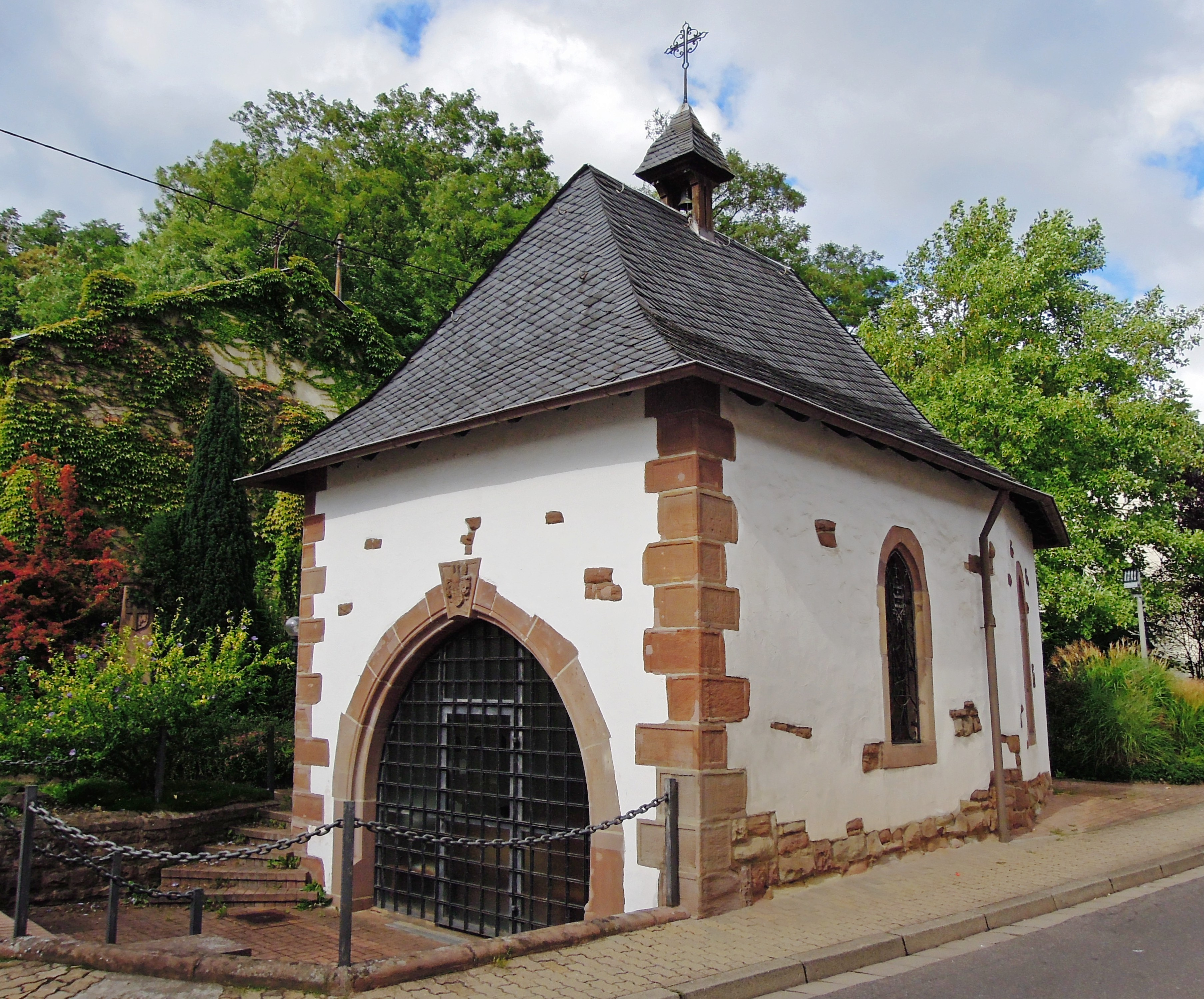
Beckingen, Marcellus-Kapelle, Die Kapelle wurde 1634 vom Komtur des Deutschen Ordens erbaut. Im Jahr 1858 erwarb die Kirchengemeinde Beckingen die Marcelluskapelle von privaten Besitzern, doch das kleine Gotteshaus verfiel in den folgenden Jahrzehnten. Erst 1914/15 kam es zu ersten Restaurierungsmaßnahmen. Der einjochige Saalbau wird im Osten von einem dreiseitigen Chor abgeschlossen. Das verschieferte Walmdach wird zentral von einem kleinen hölzernen Dachreiter mit Geläut bekrönt. Saal und Chorseiten besitzen je ein spitzbogiges Buntglasfenster auf beiden Längsseiten.

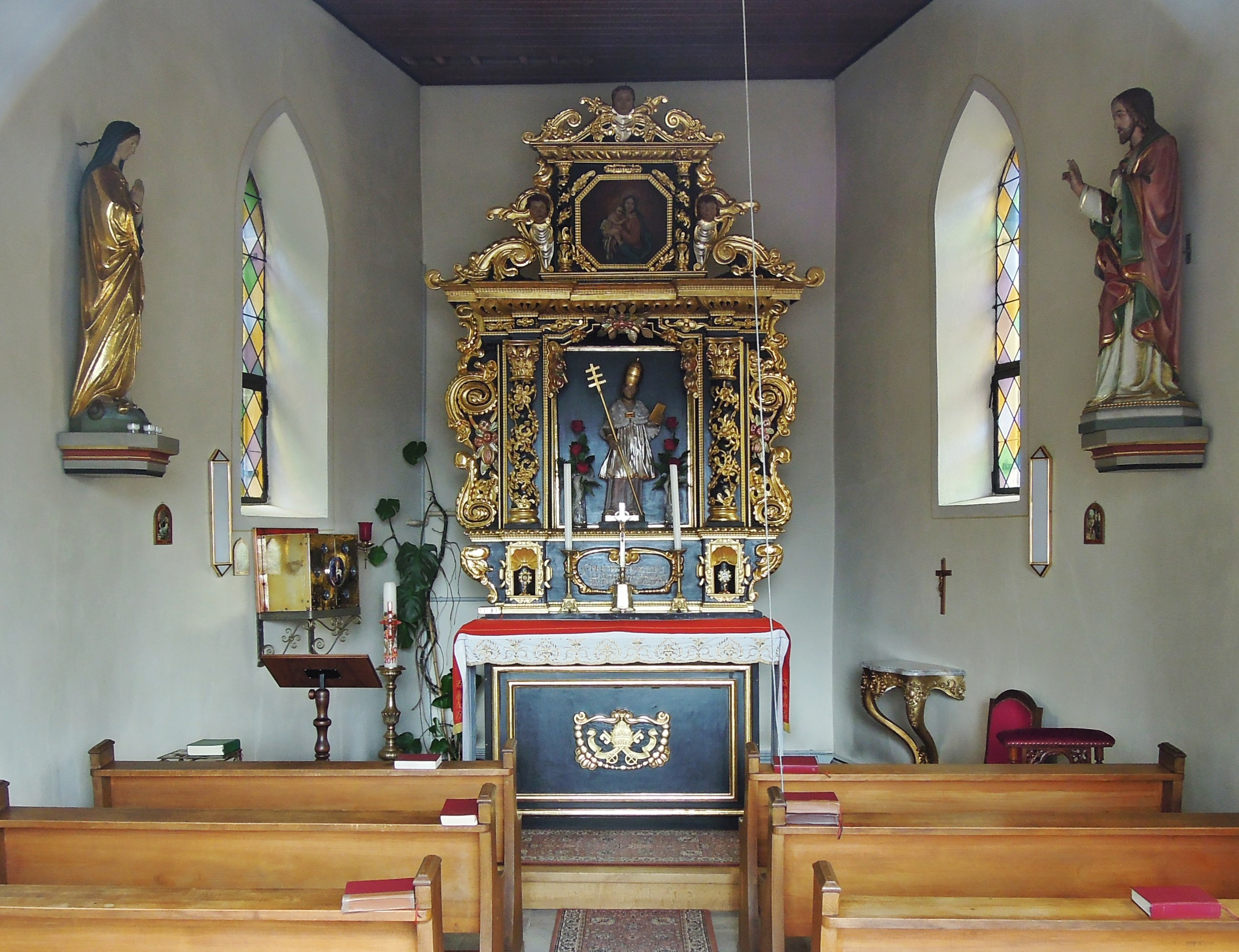
Beckingen, Inneres der Marcellus-Kapelle

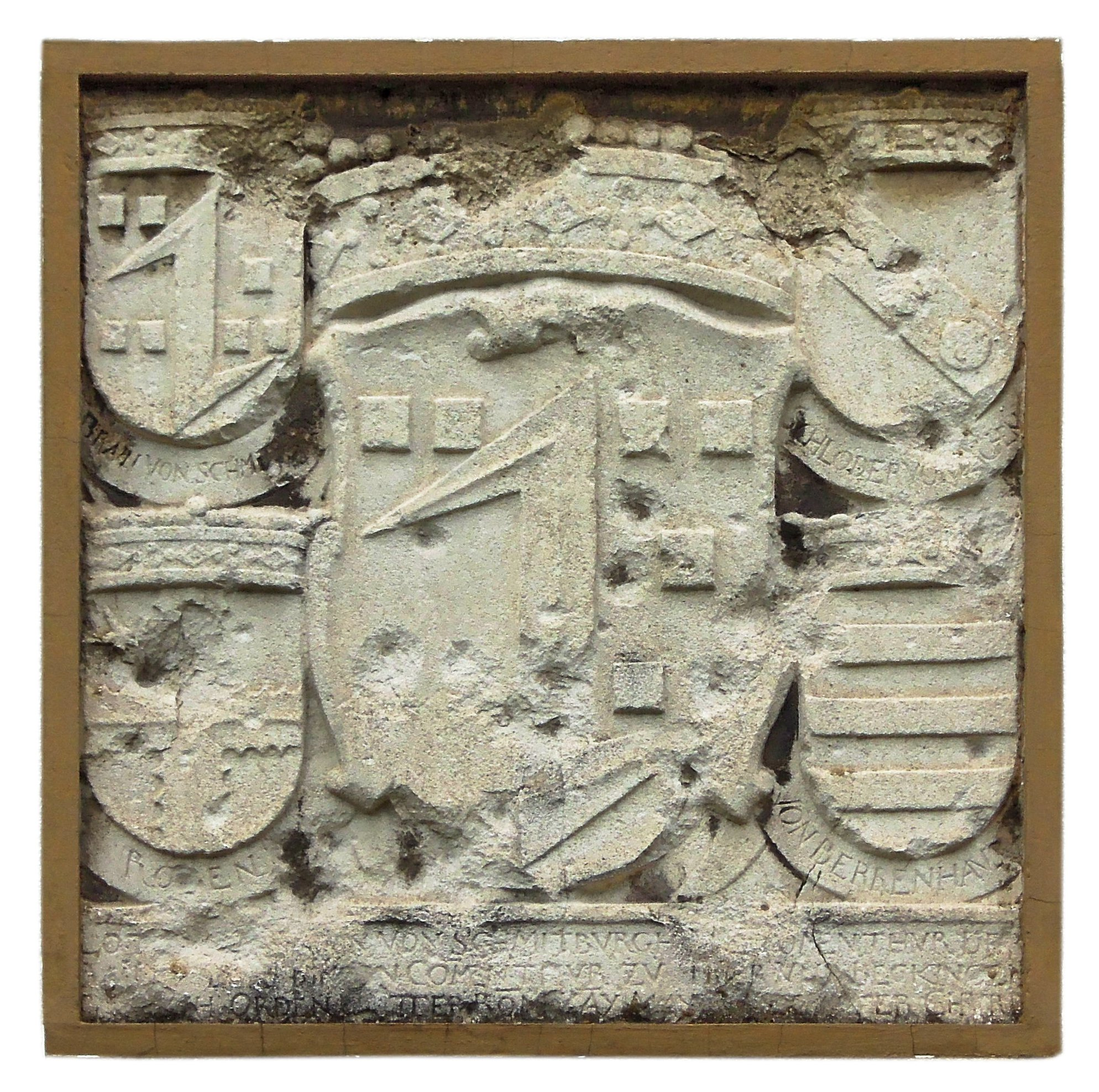
Beckingen, Wappenstein des Deutschherrenschlosses von 1664

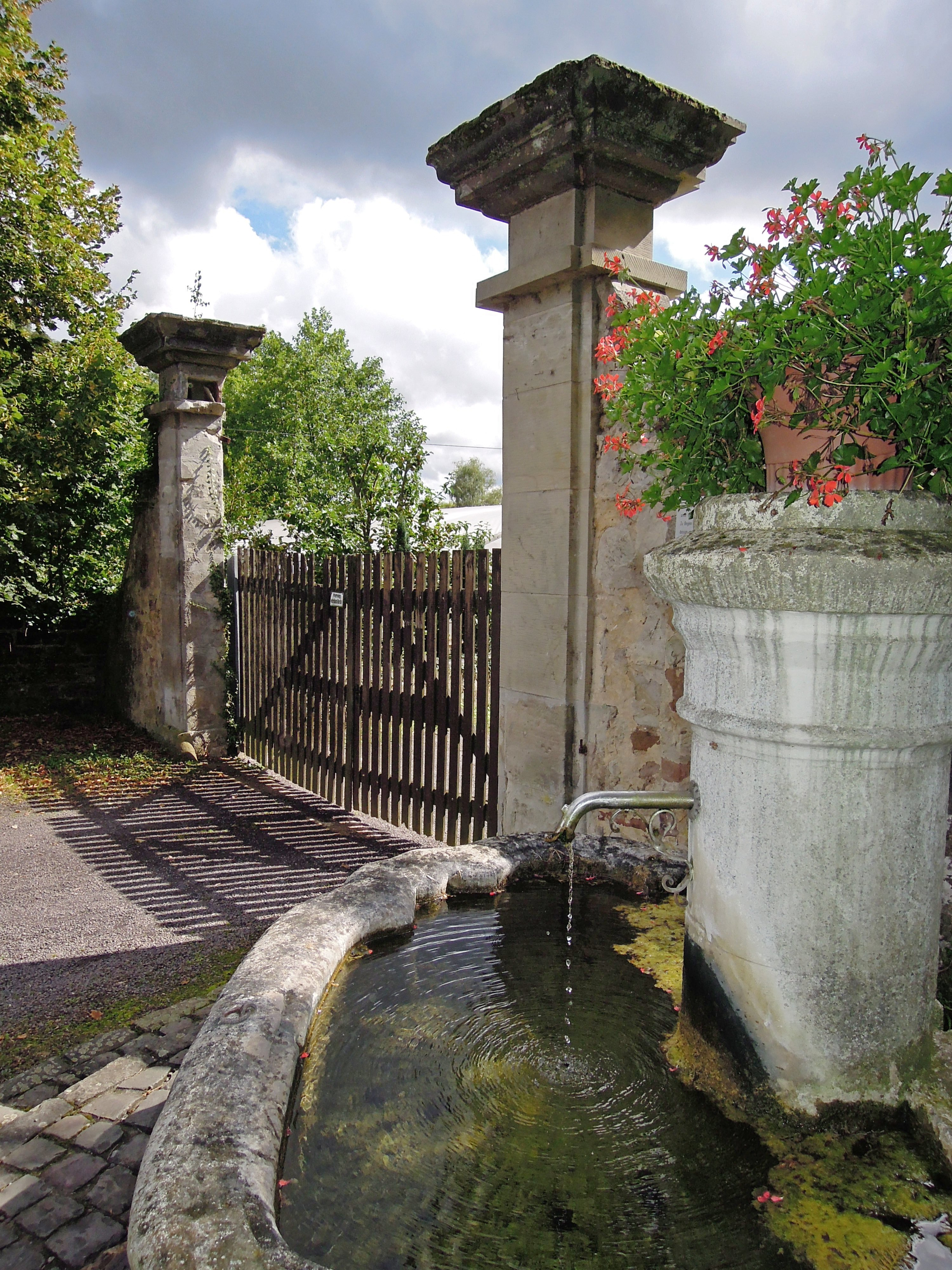
Beckingen, Herrenbergstraße 1, Deutschordenskommende, Wohnhäuser, Wirtschaftsgebäude, Brunnen, Torpfeiler, 1755 von Francois Motte d’Altviller

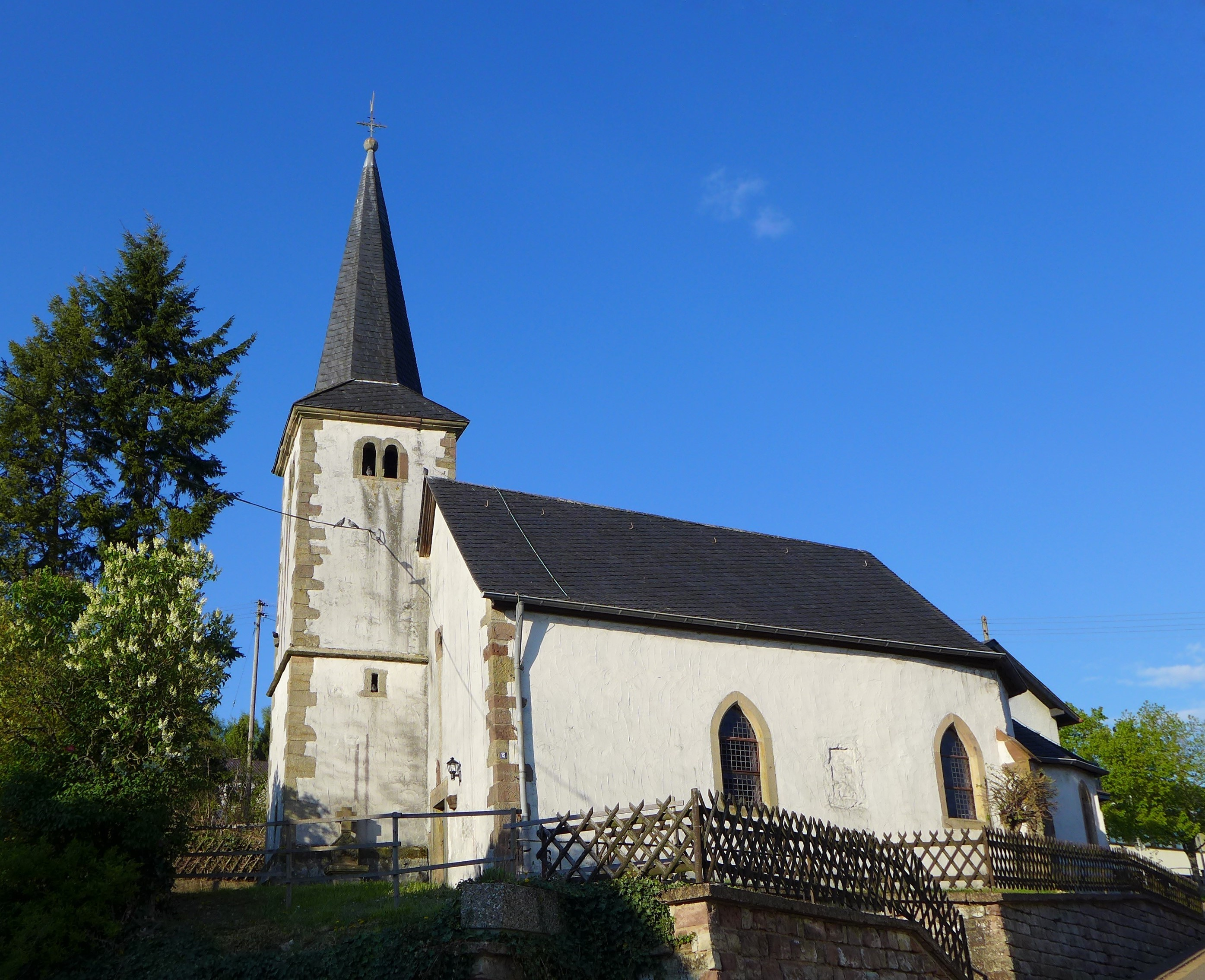
Saarfels, Wendalinus-Kapelle, Der ursprüngliche Bau stammt aus dem 15. Jahrhundert und war Jagdkapelle des Deutschherrenordens in Beckingen.

Die Kommende Beckingen war eine Niederlassung des Deutschen Ordens an der mittleren Saar in Beckingen. Kommenden waren die kleinsten Organisationseinheiten des Deutschherrenordens, die regional zu Balleien zusammengefasst wurden Die Niederlassung in Beckingen war Bestandteil der Deutschordensballei Lothringen mit Sitz in Trier. Die nächstgelegenen Kommenden des Deutschherrenordens waren die Kommende St. Elisabeth im heutigen Saarbrücken, die Kommende Metz, sowie die Landkommende Trier.

## Geschichte

### Kommendengründungen in der Umgebung
Hinsichtlich der Idee der Pilgerfahrt ins Heilige Land und des damit verbundenen Kampfes gegen die Ungläubigen sind für die unmittelbare Umgebung Beckingens ein Ritter Peter von Merzig und dessen Neffe Friedrich von der Brücke bezeugt, die dem Kreuzzugaufruf des Vierten Laterankonzil (1215) folgten.
Dem Deutschen Orden wurden bereits unmittelbar nach seiner Gründung Schenkungen im Gebiet von Mosel und Saar übereignet. Eine erste Ordensniederlassung erfolgte im Jahr 1222 in Saarburg (an der oberen Saar), im Jahr 1228 kam es zur Gründung der Kommende St. Elisabeth bei Malstatt und Saarbrücken und im Jahr 1242 in Trier. Bereits vor 1245 wurden die Ordenshäuser des Saar-Mosel-Raumes zu einer Ordensprovinz, der Ballei Lothringen, zusammengefasst.

### Schenkung durch die Herren von Beckingen
Grundlage für die Gründung der Komturei Beckingen war eine Schenkung der beiden Brüder Gerhard und Jakob von Beckingen, die der Familie der Herren von Siersberg entstammten, vom 28. Januar 1293 an das Deutschherrenhaus in Trier. Jakob von Beckingen war Kanoniker des Trierer Stiftes St. Simeon in der Porta Nigra, Gerhard war Lehnsmann des Herzogs von Lothringen. Die Schenkung an den Orden umfasste Besitz innerhalb der Gemarkung Beckingens und sollte der Tilgung von Sündenstrafen der beiden Brüder dienen. Die Besitztümer sollten mit sofortiger Wirksamkeit dem Orden übereignet werden, allerdings sollten die Einkünfte erst nach dem Tod von Gerhard und dessen Frau Ida dem Deutschen Orden zufallen. Das Paar war zwar kinderlos, doch machten Familienmitglieder dem Deutschen Orden als Schenkungsempfänger Schwierigkeiten, indem sie eigene angebliche Besitzansprüche behaupteten.
Zu Beginn des 14. Jahrhunderts errichteten die Trierer Ordensbrüder im verkehrsgünstig gelegenen Beckingen an der Saar eine eigene Komturei.
Die erste urkundliche Erwähnung eines Deutschen Hauses zu Beckingen erfolgte im Jahre 1320. Die Komturei Beckingen gehörte zur Ballei Lothringen mit Sitz in Trier, die das heutige Saarland, Teile der südlichen und östlichen Pfalz und vor allem weite Teile Lothringens umfasste. Die linksrheinisch gelegene Ballei Lothringen wurde im Norden durch die Kammerballei Koblenz und im Süden durch die Kammerballei Elsass-Burgund begrenzt.

### Rechte und Besitzungen
In Beckingen hatte ein Komtur seinen Verwaltungssitz, der unter anderem das Zehntrecht sowie die Hohe Gerichtsbarkeit ausübte, in der er auch Todesurteile aussprechen und vollziehen lassen konnte. Noch heute erinnert das Gewann „Galgenberg“ in Beckingen an den Ort der Urteilsvollstreckungen. Hochgerichtsbarkeit und Herrschaftsrechte hatte die Kommende Beckingen auch im Nachbarort Pachten.
Die Komturei Beckingen verfügte über erheblichen Land- und Waldbesitz, der größtenteils an Bauern und kleine Gewerbetreibende, Händler und Handwerker verpachtet war. Daneben besaß der Orden aber auch zahlreiche Höfe, Mühlen, Weinberge, Wasserrechte und Untertanen. Von den Pacht- und Zinseinnahmen sowie von geleisteten Schenkungen und den pekuniären Zuwendungen der Landesfürsten konnten die Ordensritter ein durchaus komfortables und privilegiertes Leben führen. Bereits im Jahr 1307 erwarb der Deutsche Orden von Ritter Arnold von Pittingen weitere Besitzrechte hinzu; in der ersten Hälfte des 14. Jahrhunderts konnten darüber hinaus noch zusätzliche Besitzungen gekauft werden. Am 29. September 1436 schenkte der Trierer Bürger Peter von Dyepach der Beckinger Kommende weiteren Besitz. Weitere Schenkungen blieben dann allerdings bis zum Ende der Deutschordensherrschaft über Beckingen aus. Auf der Basis der Erstschenkung war die Deutschordenskommende im Laufe der Zeit in der Lage, in Beckingen die noch ausstehenden herrschaftlichen Rechte zu erwerben.

### Kommendenhöfe
Zur Schenkung des Jahres 1293 hatten vier Höfe in Beckingen gehört. Einer der bedeutendsten Höfe im Südwesten des Ortes war der Kondeler Hof am Kondeler Bach. Der Hof mit großer Viehwirtschaft wurde über lange Zeit von den Deutschordensrittern unter Zuhilfenahme von Gesinde direkt geleitet, während die Feldbestellung durch Frondienste der Untertanen erledigt wurde. Den Schwerpunkt bildete dabei die Schafzucht. Für das Jahr 1575 sind 350 Schafe überliefert. Ein Pachtvertrag aus dem Jahr 1766 spricht von der Höchstzahl von 800 Schafen. Im Dreißigjährigen Krieg brannte der Kondeler Hof im Jahr 1634 nieder und konnte erst am Ende des 17. Jahrhunderts wiederaufgebaut werden. Kurz vor der Französischen Revolution hatte man das Hofhaus und die Viehstallungen erneuert und die Schäferei an eine weniger sumpfige Stelle verlegt. Darüber hinaus gehörten zum Hof auch mehrere Fischteiche. In der Beckinger Bevölkerung kam es in den 1780er Jahren zu immer größeren Protesten gegen die Frondienste auf dem Hof.
Der zweitwichtigste landwirtschaftliche Betrieb der Kommende lag in der Nähe der Ordensniederlassung in Beckingen. Auch dieser Hof lag in der Eigenregie der Kommende und wurde weitgehend durch Frondienste bewirtschaftet. Zusammen bewirtschafteten die beiden Kommendehöfe ca. 294 Morgen Ackerland, was etwa 60 Hektar entspricht. Zusätzlich verfügte der Orden in Beckingen auch noch über Gärten und Weiden sowie Bungerte und Wingerte. Die umfangreiche Nutzung von Frondiensten hatte zur Folge, dass die Kommende die Zahl ihrer bezahlten Beschäftigten auf 15 bis 25 Personen begrenzen konnte. Dazu gehörten Knechte, Mägde, Müller, Bäcker und Winzer. Da sich die Ordensritter nur in begrenztem Umfang um die Verwaltung kümmerten, mussten zusätzlich Schreiber, Archivare, Cellerare, Amtmänner und Jäger als Fachkräfte eingestellt werden. Allerdings wurden von einem Angestellten meist mehrere Aufgabenbereiche bearbeitet.
Die Waldfläche im Besitz der Kommende betrug insgesamt 1152 lothringische Morgen (ca. 235 ha). Davon befanden sich 175 lothringische Morgen (ca. 37,5 ha) innerhalb des Beckinger Bannes. Besonders in der zweiten Hälfte des 18. Jahrhunderts entwickelte sich der Holzverkauf zu einem gewinnbringenden Geschäft für die Beckinger Kommende.
Während der ganzen Zeit seines Bestehens versuchte der Deutsche Orden seine Beckinger Niederlassung zu vergrößern. So erwarb man im Jahr 1344 Besitzungen der Herren von Dagstuhl in Hargarten und Reimsbach sowie im Jahr 1467 in Haustadt nach dem Aussterben der dortigen niederen Adelsherrschaft, den Herren von Haustadt. Einen Teil des neuerworbenen Besitzes musste sich der Orden allerdings noch mit den Herren von Hemmersdorf teilen. Ebenfalls im Jahr 1467 erlangte die Beckinger Kommende durch einen Kaufvertrag mit Johann von Hilbringen Besitzrechte in den Nachbarorten Fickingen (seit 1923 in "Saarfels" umbenannt) und Haustadt. Im Jahr 1498 kam der Orden durch Verkauf des Gerhard von Hilbringen, einem Verwandten des Johann von Hilbringen, zu einem noch größeren Besitz. Gerhard und dessen Frau Lise verkauften für 400 Rheinische Gulden ihren ererbten Teil an den Herrenrechten, die Nieder- und Hochgerichtsbarkeit, den Zehnt sowie das Patronatsrecht in Haustadt und Honzrath.
Etwa einhundert Jahre später, im Jahr 1584, gelang es der Beckinger Deutschordenskommende, von Philipp Jakob von Flersheim, Herr zu Felsberg, und dessen Gemahlin Maria (geb. Vögtin von Hunolstein) zwei Drittel des Dorfes Haustadt zu erwerben. Der Erwerb des übrigen Drittels von Haustadt konnte der Orden, trotz kleinerer Erfolge durch den Tausch von Wiesen in Oppen mit dem Abt des Klosters Sankt Peter und Maria in Mettlach, allerdings nicht in seinen Besitz bringen. Zur Gesamtmasse des Kaufes des Jahres 1584 gehörte auch die Haustadter Mühle sowie ein kleinerer Waldbesitz, der im Jahr 1642 durch einen weiteren Kauf vergrößert werden konnte. Zusätzlich verfügte der Orden in Haustadt über mehrere Höfe, sodass sich sein dortiger Landbesitz auf ca. 120 Morgen belief.
Bereits im Jahr 1617 hatte die Kommende Beckingen von Wilhelm Marzloff von Braubach, Herr zu Dillingen, die Hälfte der Herrenrechte in Honzrath erworben. Der Grundbesitz der Kommende umfasste in Honzrath zwar nur eine Wiese, doch verfügte die Beckinger Ordensniederlassung über die Zehntrechte und die Baufron im Dorf. Im Honzrather Nachbarort Düppenweiler besaß der Orden nur einen kleinen Anteil der Zehntrechte und seit dem 18. Jahrhundert einen kleinen Landbesitz. Insgesamt gelang es der Kommende nicht, einen zusammenhängenden Herrschaftsbesitz im Haustadter Tal aufzubauen. Auffällig ist, dass erhoffte Schenkungen, wohl aufgrund des wirtschaftlichen Niederganges der Region seit der zweiten Hälfte des 14. Jahrhunderts, ausblieben.
Einen größeren Landbesitz erlangte die Beckinger Kommende durch die Zerstörung der Kommende St. Elisabeth in Metz im Jahr 1552 im Rahmen der Belagerung der Stadt durch Kaiser Karl V., in deren Folge Teile des Metzer Besitzes in das Eigentum von Beckingen übergingen. Den gleichen Erfolg konnte man infolge der Aufhebung der Filiale Saarburg im Jahr 1664 erzielen. Trotz dieser weitreichenden Besitzrechte kam es hinsichtlich der Einkünfte zu keiner wirklichen finanziellen Wohlstandsphase der Kommende Beckingen, wobei die krisenreiche politische Entwicklung der Saarregion mit ihrer herrschaftlichen Zersplitterung, die Streulage der Ordensbesitzungen sowie die oft unfähige Wirtschaftsweise der Beckinger Komture ihren Anteil beitrugen.

### Konflikte um den St.-Barbara-Hof
Langwierige Auseinandersetzungen führte die Beckinger Kommende um den wirtschaftlich ertragreichen St.-Barbara-Hof in Beckingen. Hintergrund war, dass um die Mitte des 13. Jahrhunderts die Angehörige eines reichen Trierer Rittergeschlechtes, Ponzetta de Lapide, Ehefrau Eberhards III. von Oberstein, das Patronatsrecht der Beckinger Kirche im Jahr 1254 dem Dominikanerinnenkloster St. Barbara in Trier übereignet hatte. Darüber hinaus hatte Ponzetta dem Kloster umfangreiche Besitzungen innerhalb der Beckinger Gemarkung übergeben. Diese Schenkung wurde durch den Trierer Bischof Arnold II. von Isenburg bestätigt und die Beckinger Pfarrkirche dem Trierer St.-Barbara-Kloster inkorporiert. Im Jahr 1288 erlaubte Gerhard von Beckingen den Trierer Dominikanerinnen auf ihren Beckinger Gütern einen Hof zu errichten. Mit dem Einverständnis Gerhards von Beckingen war es den St.-Barbara-Schwestern gestattet, ihr Vieh auf die Weiden und in die Wälder Beckingens zu treiben und die dörflichen Gewässer zu benutzen. Schließlich wurde der St.-Barbara-Hof, der nach der Trierer Klosterpatronin benannt wurde, in Beckingen kurz nach 1288 erbaut. Der Hof mit dazugehörigen Wiesen, Äckern und Wingerten wurde in Pachtwirtschaft betrieben.

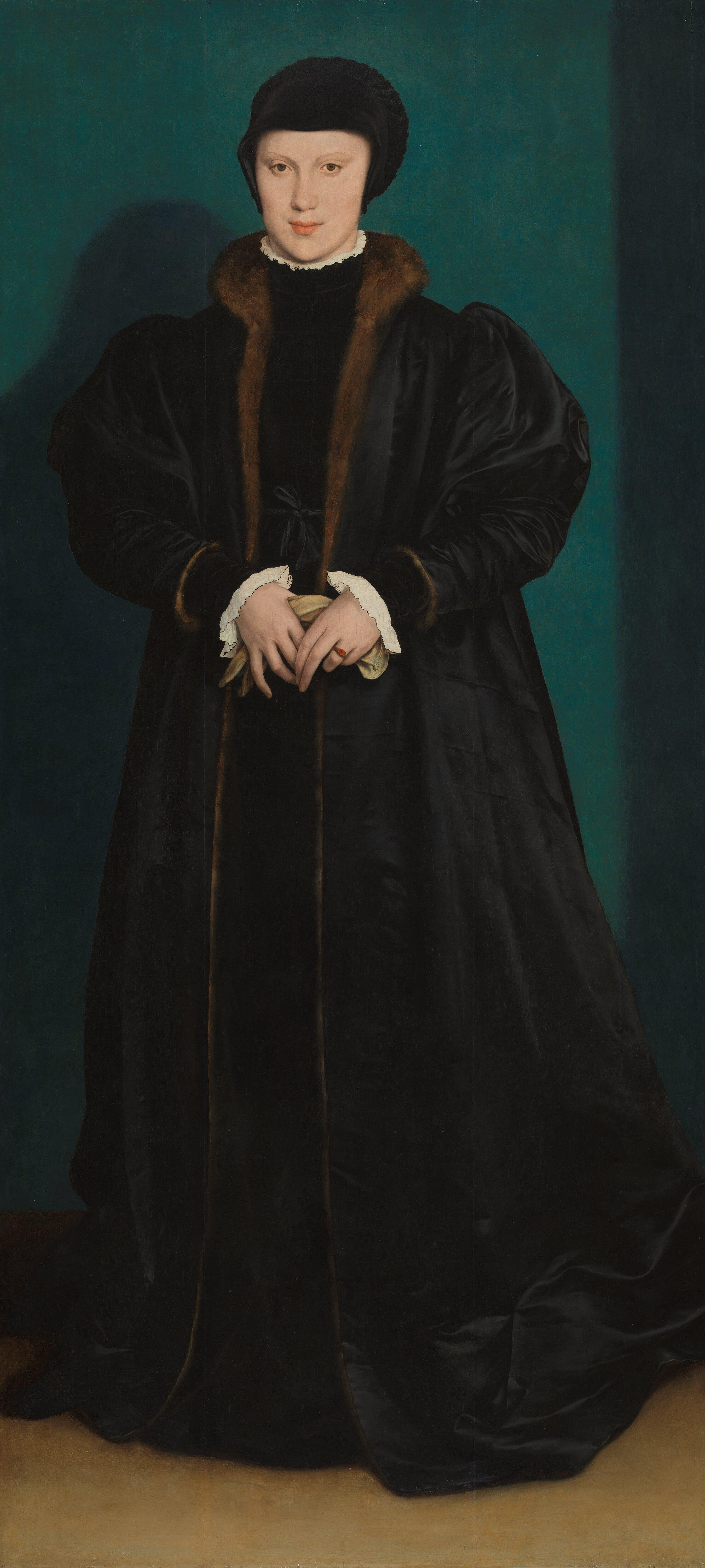
Christina von Dänemark

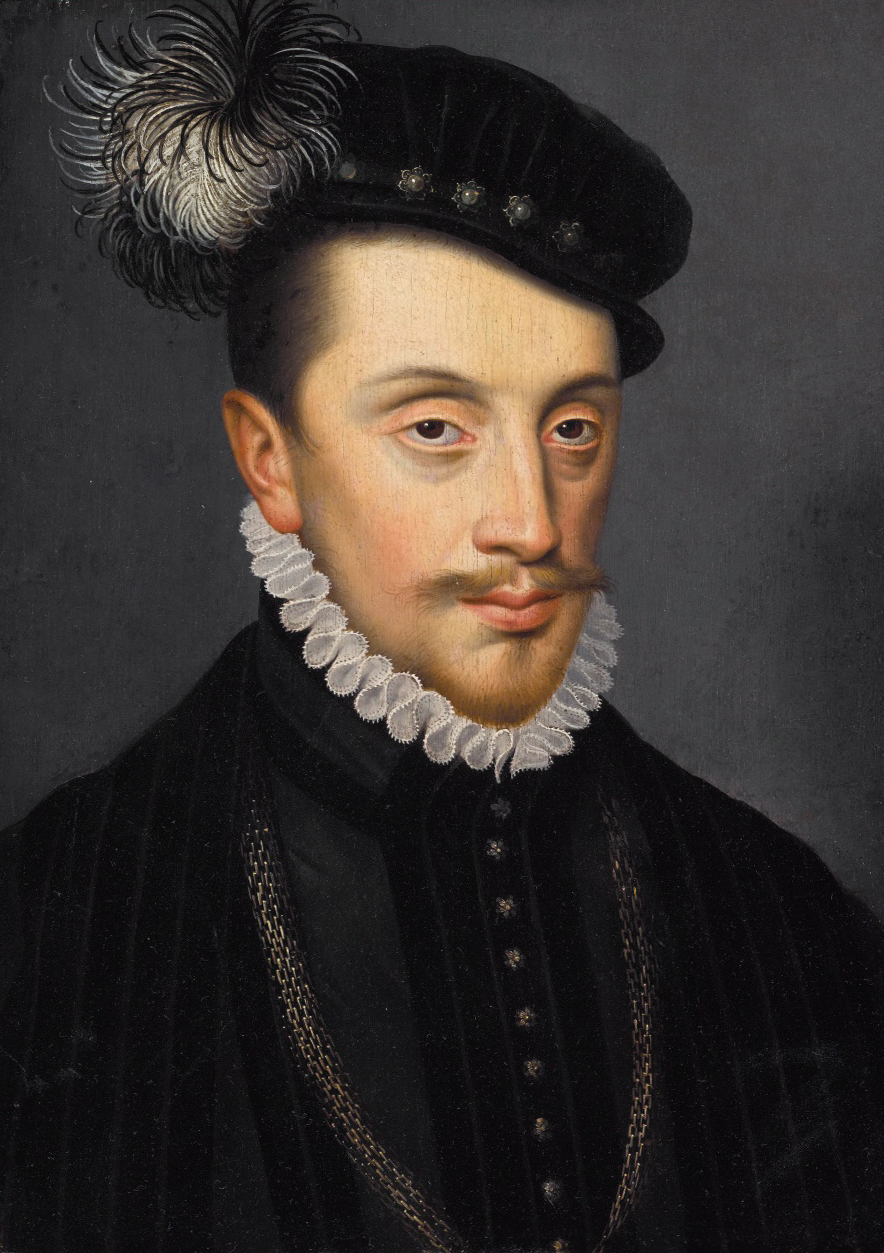
Karl III, Herzog von Lothringen

Das Trierer Kloster hatte Zeit seines Bestehens ständig mit finanziellen Engpässen zu kämpfen und wurde im Jahr 1556 schließlich aufgelöst. Der Besitz des Klosters, auch der Beckinger St.-Barbara-Hof, fiel daraufhin mit allen seinen Einkünften an das Hochstift Trier. Dennoch zog der Herzog von Lothringen, Karl III., vertreten durch seinen Amtmann auf der lothringischen Landesburg Siersberg auf der Beckingen gegenüberliegenden Saarseite, den ehemaligen Klosterhof ein und der Trierer Erzbischof ging leer aus. Da Beckingen Teil des Herzogtums Lothringen war, sah sich Karl III. im Recht, dem Hochstift Trier, den Beckinger Besitz entziehen zu können. Erst unter Zuhilfenahme der Mutter des Herzogs Karl, Christina von Dänemark, Nichte Kaiser Karls V., gelang es dem Trierer Erzbischof, dass der lothringische Herzog den Beckinger Hofbesitz sowie die Patronatsrechte an Beckingen und Fickingen im Jahr 1565 der neugegründeten Jesuitenniederlassung in Trier überließ. Die herzogliche Oberhoheit über den Beckinger Besitz und die Patronatsrechte behielt das Herzogtum Lothringen jedoch weiter. Die Trierer Jesuiten verpachteten den Beckinger St.-Barbara-Hof ebenso wie die Dominikanerinnen. Der Hofbesitz umfasste 53 Morgen Ackerland, viereinhalb Morgen Wingerte, zwei Morgen Gärten und eine Heumahd von 47 Wagenladungen. Der Hof, der bereits im 1558 niedergebrannt war, wurde im Dreißigjährigen Krieg völlig zerstört und musste daraufhin wiederaufgebaut werden.
Der St.-Barbara-Hof ging nach der Aufhebung des Jesuitenordens im Jahr 1773 durch Papst Clemens XIV. an das Trierer Priesterseminar über, das den Besitz bis zur Französischen Revolution innehatte.
Für die Beckinger Deutschordenskommende war der St.-Barbara-Hof wie ein Pfahl im Fleisch seines Herrschaftsbereiches. Einerseits war er wirtschaftlich attraktiv, andererseits störte er als Herrschaftsexklave die Deutschordensritter. Ansatzpunkt der Streitigkeiten zwischen den Hofbesitzern und dem Deutschen Orden waren die zwischen den Trierer Dominikanerinnen und Gerhard von Beckingen im Jahr 1288 vertraglich vereinbarten Weiderechtvorbehalte auf dem Beckinger Bann. Da die Rechte Gerhards von Beckingen auf den Deutschorden übergegangen waren, versuchten die Ordensritter dem St.-Barbara-Hof die Weiderechte zu verweigern, um so den Hof insgesamt ökonomisch zu schwächen. Zu einem ersten Streitfall kam es im Jahr 1347, als der Pächter des Beckinger St.-Barbara-Hofes sein Vieh auf die Beckinger Weiden trieb und die Gewässer nutzte. Daraufhin forderte der Syndikus des Deutschen Ordens die Trierer Barbara-Schwestern auf, dafür Schadensersatz zu leisten.
Einen nächsten Konflikt mit dem Dominikanerinnenkloster gab es im Jahr 1463. Die Beckinger Kommende drohte dem Hofpächter bei einer weiteren Übertretung des Weideverbotes mit der Plünderung seines Hofes und Strafmaßnahmen gegen seine Familie. Die Trierer Nonnen wandten sich daraufhin an den Papst, schreckten aber wegen der Höhe der Kosten vor einem juristischen Prozess in Rom zurück. Als der Deutschordenskommende im Jahr 1427 durch Herzog Karl II. von Lothringen die vollständige Gerichtsbarkeit über Beckingen zugesprochen bekommen wurde, verlangte diese vom Hofpächter des St.-Barbara-Hofes sogar Frondienste. Daraufhin revanchierten sich die Trierer Dominikanerinnen, indem sie als Beckinger Patronatsherrinnen von den Beckinger Ordensrittern den Zehnten auf alle deren Einkünfte forderten. Zur Schlichtung des Streites kam es zwischen den beiden Parteien durch zwei vorläufige Kompromisse in den Jahren 1484 und 1502.
Im Jahr 1556 versuchte der Deutsche Orden im Gefolge der Auflösung des Trierer Dominikanerinnenklosters St. Barbara in seiner Funktion als weltliche Obrigkeit Beckingens sogar die Rechte und Besitzungen der Nonnen in Beckingen einzuziehen. Doch traf dies auf den Unmut des Trierer Kurfürsten und Erzbischofs Johann VI. von der Leyen sowie des Herzogs von Lothringen Karl III. Auch der Hochmeister des Deutschen Ordens Wolfgang Schutzbar unterstützte das Ansinnen der Beckinger Kommende nicht. Schließlich konnte im Jahr 1607 ein endgültiger Kompromiss gefunden werden. Damals hatten schon die Trierer Jesuiten den St.-Barbara-Hof übernommen. Die Jesuiten bekamen den Zehnten von den Einkünften der verpachteten Schäfereien der Deutschordenskommende und der Pächter des St.-Barbara-Hofes musste den Deutschordensrittern Frondienste leisten.
Eine neue Gelegenheit für die Beckinger Kommende, doch noch in den Besitz des St.-Barbara-Hofes zu kommen, bot die Auflösung des Jesuitenordens in Frankreich im Jahr 1764. Beckingen war mit dem Tode des letzten Herzogs von Lothringen, Stanislaus I. Leszczyński, im Jahr 1766 an die französische Krone König Ludwigs XV. gefallen. Die Beckinger Kommende machte den Trierer Jesuiten das Angebot, durch den Verkauf ihrer Besitzungen an den Deutschen Orden einer möglichen Beschlagnahmung durch König Ludwig XV. zuvorzukommen. Zwar hegte der Jesuitenorden Sympathien für diesen Coup, doch kam es zu keiner Vertragsunterzeichnung. Damit war in der Geschichte der Beckinger Deutschordenskommende der letzte Versuch der Ritter gescheitert, ganz Beckingen in ihre Macht zu bekommen.

### Konflikte mit dem Herzogtum Lothringen
Die Ur-Crux der Beckinger Deutschordenskommende war, dass der Deutsche Orden zwar aufgrund kaiserlicher Privilegien reichsunmittelbar war und damit keiner fremden Gerichtsbarkeit unterlag, doch kollidierte dieser Rechtszustand mit der Schenkung Gerhards von Beckingen, der herzoglich-lothringischer Lehensmann gewesen war. Die gesamte Kommende Beckingen war also nur Lehensnehmer des Herzogs von Lothringen und seit 1766 dessen Rechtsnachfolger, des Königs von Frankreich. Aufgrund dieser Situation war eine wirkliche Machtausweitung der Beckinger Kommende praktisch unmöglich.
In der ersten Phase nach ihrer Gründung genoss die Kommende Beckingen allerdings noch die Protektion des Herzogtums Lothringen. So entließ Herzog Karl II. die Kommende aus ihrem Lehensverhältnis und erklärte den Ort Beckingen und die zugehörige Hochgerichtsbarkeit für frei und eigen. Mit der territorialstaatlichen Wende zu Beginn des 16. Jahrhunderts waren jedoch auch in Lothringen die Herzöge bestrebt, ihr landesherrliches Regiment gegenüber den Ständen durchzusetzen. Der bevorrechtigte Status des Deutschen Ordens sollte eingeschränkt und dessen Machtausweitung verhindert werden. Seit dieser Zeit kam es zu einer Häufung der Konflikte zwischen dem Herzogtum und dem Deutschen Orden um Hoheitsrechte und Abgabenleistungen.

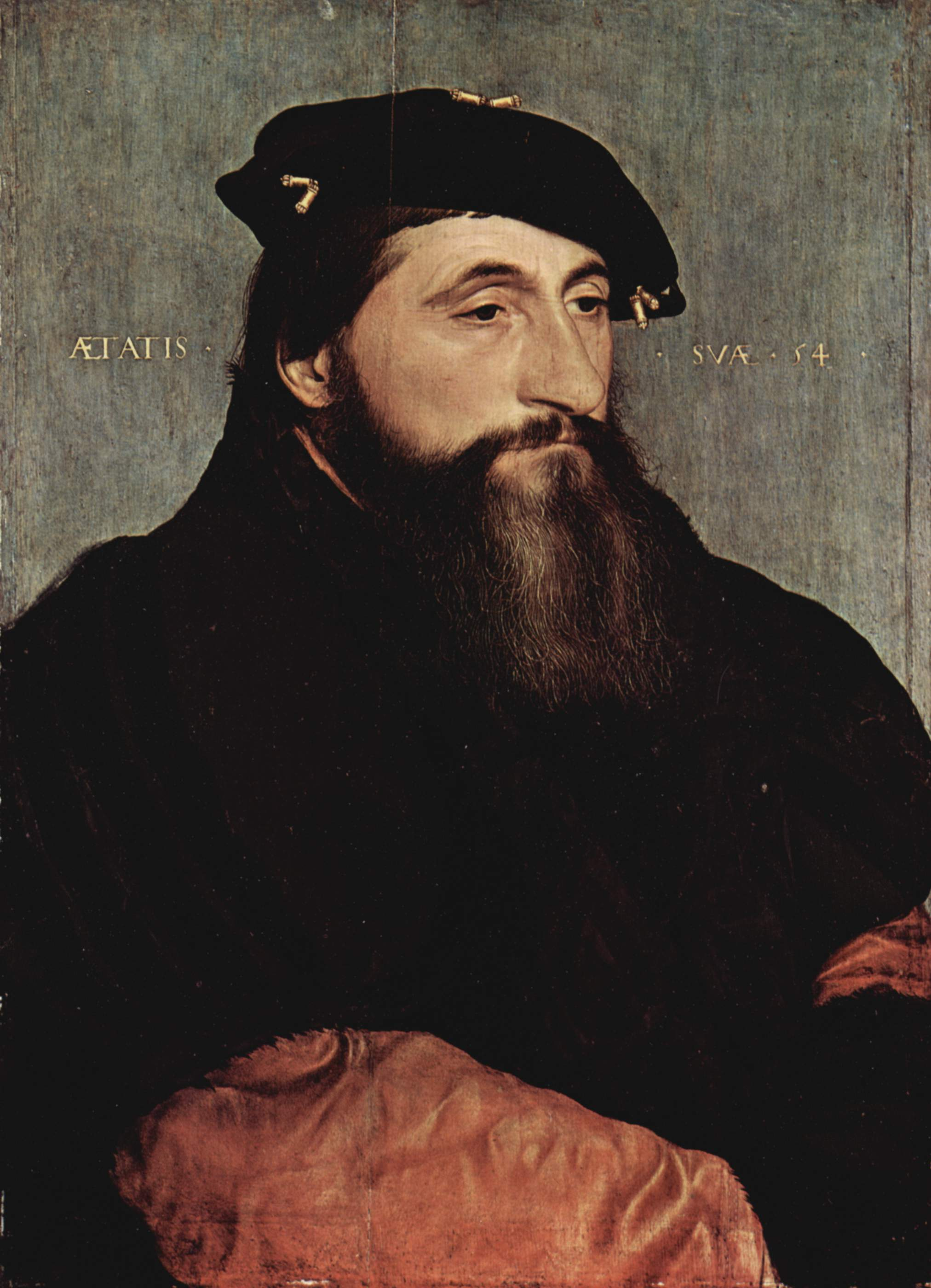
Herzog Anton II. von Lothringen

Im Jahr 1552 setzte Herzog Karl III. für jeden seiner Untertanen eine Abgabenleistung zum Bau der Festungsanlagen der Residenzstadt Nancy durch und zwang ebenso den Deutschen Orden, sich an der Zahlung zu beteiligen. Sieben Jahre später, im Jahr 1559, erhob der Herzog eine Landesschatzung für jeden Haushalt. Zwar war das Beckinger Ordenshaus selbst von dieser Steuer befreit, doch mussten alle Haushaltungen, die der Kommende unterstanden, die Zahlung leisten, was eine Untergrabung der Hoheitsrechte des Ordens bedeutete. Ebenso versuchte das Herzogshaus, die Hochgerichtsbarkeit des Ordens einzuschränken.
Mit dem Vertrag von Nürnberg wurde am 26. August 1542 auf dem Reichstag von Nürnberg das rechtliche Verhältnis des Herzogtums Lothringen zum Heiligen Römischen Reich geregelt. Kaiser Karl V. räumte Herzog Anton II. von Lothringen im Vertrag von Nürnberg große Selbständigkeit ein. Dies führte zur Loslösung Lothringens vom Heiligen Römischen Reich und leitete den wachsenden Einfluss Frankreichs in der Region ein. Der Vertrag hatte für die Position des Deutschen Ordens in Beckingen negative Auswirkungen. Lothringen konnte darauf verweisen, dass es nicht mehr vollumfänglich zum Reich gehörte und damit auch die kaiserlichen Privilegien des Deutschen Ordens hinfällig seien. Im Jahr 1609 musste die Beckinger Kommende die Oberhoheit des Herzogtums Lothringen über die dem Deutschen Orden unterstehenden Dörfer anerkennen. Die durch Lothringen im Jahr 1427 dem Orden zugesprochene vollständige Gerichtsbarkeit über Beckingen sollten sich nur noch auf die Kommende sowie die dort lebenden Ritter beziehen, was praktisch die Inkorporation der Deutschordenskommende in das Herzogtum bedeutete. Die Dörfer der Kommende wurden lothringischen Gesetzen unterworfen, das lothringische Salzmonopol wurde eingeführt und die Untertanen mussten sich zur Musterung auf der lothringischen Landesburg Siersberg einfinden. Somit waren die Untertanen des Deutschen Ordens nun auch den zusätzlichen Belastungen der lothringischen Landesherrschaft unterworfen. Daraufhin protestierten die Untertanen der Kommende bei der hochmeisterlichen Ordenszentrale im fränkischen Mergentheim, doch konnte diese nur noch in eingeschränkter Form die juristische Stellung der Kommende Beckingen wiederherstellen. So blieb die Hochgerichtsbarkeit des Ordens in Beckingen zu Gunsten des lothringischen Herzogtums eingeschränkt, das Salzmonopol blieb verbindlich und die Untertanen mussten sich an den außerordentlichen Schätzungen des Herzogtums beteiligen. Nur dem Dorf Haustadt wurde noch die Reichsunmittelbarkeit zuerkannt.

### Konflikte mit der französischen Krone
In der Zeit des Dreißigjährigen Krieges sowie zur Zeit der französischen Reunionspolitik unter Königs Ludwig XIV. hatte die Beckinger Kommende unter Kontributionsleistungen, Einquartierungen sowie Brandschatzungen zu leiden und es drohte ihr sogar die endgültige Auflösung infolge der französischen Expansionsversuche im linksrheinischen Gebiet.
Im Dezember des Jahres 1672 verfügte König Ludwig XIV. in einem Edikt, dass unter anderen der Deutsche Orden, sofern er nicht mehr seiner Bestimmung gemäß existiere, dem Lazarus-Orden („Militärischer und Hospitalischer Orden des Heiligen Lazarus von Jerusalem“) einverleibt werden sollte. König Ludwig wollte so die materielle Versorgung und Pflege der Veteranen seiner zahlreichen Kriege sicherstellen.
Mit der Lehenshuldigung des Beckinger Landkomturs Braun von Schmidtburg im März 1681 in Metz glaubte der Orden, sich die Nutzungsrechte der Kommende Beckingen noch erhalten zu können. Im August desselben Jahres übersandte Braun von Schmidtburg zusätzlich ein Verzeichnis seiner herrschaftlichen Rechte nach Frankreich. Bereits acht Wochen später erschienen daraufhin in Beckingen Vertreter der Metzer Reunionskammer sowie des Lazarus-Ordens und beschlagnahmten die Kommende, die daraufhin in den Besitz des Lazarus-Ordens überging.
Gegen diesen Akt intervenierte der Deutsche Orden sofort und es gelang ihm, dass die Beschlagnahmung durch die Metzer Reunionskammer vorläufig aufgehoben wurde. Eine endgültige Entscheidung hinsichtlich des Schicksals der Beckinger Kommende sollte aber vor dem königlichen Rat fallen. Die Kommende Beckingen, vertreten durch den Ordensritter Waldecker, betonte dort, dass das Edikt von 1672 keine Auswirkungen auf Beckingen haben dürfe, da der Orden vor Ort nie ein Hospital unterhalten habe. Somit habe man niemals gegen ursprünglich existierende sozial-karitativ-medizinische Bestimmungen verstoßen. Die Kommende Beckingen habe stets nur zur Versorgung des Komturs gedient. Darüber hinaus habe man zum Zeitpunkt des Ediktes des Jahres 1672 nicht zum französischen Staatsgebiet gehört und die Übereignung widerspreche sowohl den Grundsätzen des Westfälischen Friedens wie denen des Friedens von Nimwegen.

Johann Caspar von Ampringen

Die Argumentation des Ordens wurde von Frankreich nicht anerkannt. Am 29. März 1683 übereignete König Ludwig XIV. auf Anraten seines Kriegsministers François Michel Le Tellier de Louvois die Beckinger Kommende dem Lazarus-Orden. Einige Monate später etablierte sich der Lazarus-Orden in Beckingen und beendete damit die Herrschaft des Deutschen Ordens vor Ort. Der Hochmeister des Deutschen Ordens Johann Caspar von Ampringen unternahm infolgedessen intensive Verhandlungen in Paris und in Regensburg, wo Kaiser Leopold I. und der Reichstag mit den Gesandten des französischen Königs verhandelten, um die Kommende Beckingen doch noch zu retten. Doch alle Versuche Ampringens scheiterten. Erst nach dem Tod des Kriegsministers Louvois im Jahr 1691 hob König Ludwig XIV. das Edikt von 1672 auf und gab die dem Lazarus-Orden übereigneten Besitzungen zurück. Somit konnte der Deutsche Orden in den Jahren 1695 bis 1697 wieder seine Beckinger Besitzungen zurückerhalten.

### Neue Konflikte mit dem Herzogtum Lothringen

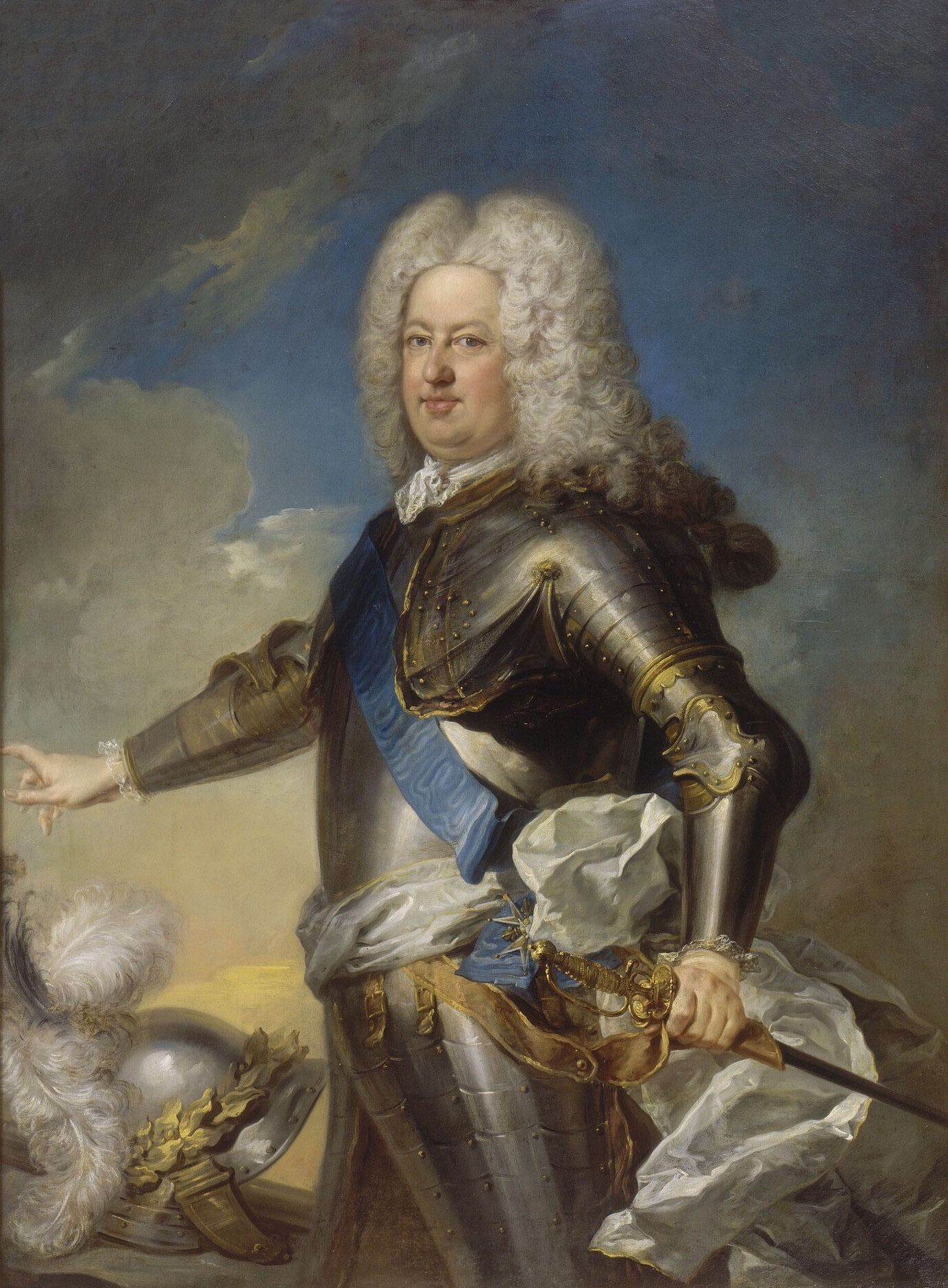
Stanislaus I. Leszczyński, Herzog von Lothringen

Einen neuen Konflikt mit Lothringen brachten dessen Lehensoberhoheit über die Deutschordensdörfer Haustadt und Honzrat. Seit der Herrschaft des ehemaligen polnischen Königs und seit 1737 Herzogs von Lothringen, Stanislaus I. Leszczyński, sowie nach dem Übergang Lothringens an die französische Krone im Jahr 1766 wurden die Privilegien des Deutschen Ordens in Beckingen besonders in finanzieller Hinsicht in zunehmendem Maße eingeschränkt. In der zweiten Hälfte des 18. Jahrhunderts endeten die Vorrechte des Ordens im Bereich des Forst-, Jagd- und Fischereiwesens. Nur noch mit Hilfe des lukrative Holzverkaufes konnte die Kommende gute Einnahmen generieren.

### Interne Probleme der Kommende Beckingen
Während in den ersten Jahrzehnten nach der Gründung der Beckinger Kommende der Lebensvollzug der dortigen Ordensbrüder noch weitgehend von den ursprünglichen Ordensidealen geprägt war und die monastischen Ideale eingehalten wurden, trat seit dem 15. Jahrhundert vor allem durch den Übergang von der Eigenwirtschaft zum Pachtsystem ein merklicher Wandel im Ordensleben ein. Die Ordensmitglieder nannten sich bezeichnenderweise nicht mehr „Brüder des Deutschen Hauses“, sondern „Deutsche Herren“. Allmählich standen nicht mehr die monastischen Intentionen des Ordens im Vordergrund, sondern die weltlichen Aufgaben der Herrschaftsausübung, was deutliche Auswirkungen auf die Lebensführung der Mitglieder hatte. Trotz der Herkunft der meisten Ordensmitglieder aus dem niederen Adel, legte der Orden nun größten Wert auf elitäres Auftreten und erhob privilegierte Versorgungsansprüche.
Kriegerisch trat die Kommende Beckingen nicht in Erscheinung, da ihre Mitgliederzahl zu gering und das Mitgliedsalter bereits vorangeschritten war. Darüber hinaus waren die Komtureien Beckingen und Trier seit der Mitte des 16. Jahrhunderts zusammengelegt worden, wodurch die Verwaltungsaufgaben ins Zentrum der Aktivitäten traten. Hinsichtlich des religiösen Lebens war in Beckingen keine herausragende Intensität festzustellen, doch hielt man an den karitativen Verpflichtungen fest, indem man täglich die Armen Beckingens mit Almosen versorgte sowie Schüler und Studenten unterstützte. So wurde etwa im Jahr 1587 mit dem Fickinger Meier Wilhelm Adams und dessen Ehefrau ein Ausbildungsunterstützungsvertrag für deren Sohn Wilhelm abgeschlossen, der nach seinen erfolgreich abgeschlossenen Studien dann später in den Dienst der Kommende St. Elisabeth (damals Malstatt, seit 1662 zu Alt-Saarbrücken) trat. Zusätzlich unterhielt die Beckinger Kommende vor Ort eine Sebastianus-Bruderschaft zur Abhaltung von Messen in der Kirche der Kommende.
Die Beckinger Landkomture erwiesen sich weitgehend als finanziell und administrativ wenig fähig. Oft wurden Güter und Einkünfte verschwendet und die Kommende mit Schulden belastet. Es gab alkoholische Exzesse, Verwandte wurden in der Kommende mitversorgt und Mädchen und Frauen dienten den Vergnügungen der Ordensritter. Besonders im 16. und 17. Jahrhundert kam es zu einer Phase des finanziellen Herunterwirtschaftens, die bedrohliche Formen annahm und erst zu Beginn des 18. Jahrhunderts, als Landkomtur Johann Heinrich von Metzenhausen wegen Unfähigkeit durch den Deutschmeister Franz Ludwig von Pfalz-Neuburg seines Amtes enthoben worden war, beendet werden konnte. Ein Inventarverzeichnis des Jahres 1700 gibt Zeugnis von dem betrüblichen wirtschaftlichen Zustand der Beckinger Kommende.

### Konsolidierung im 18. Jahrhundert

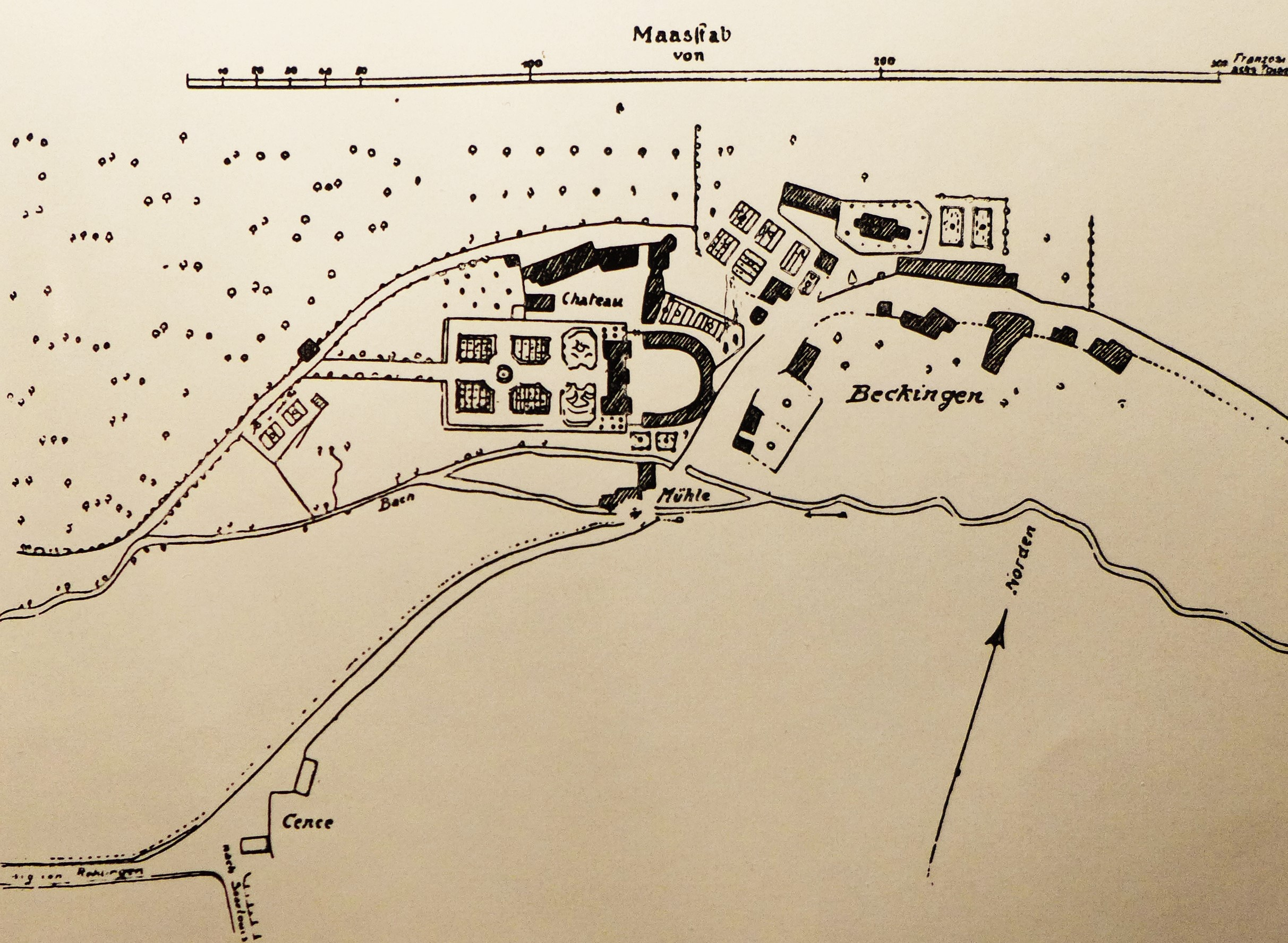
Lageplan der Deutschordenskommende Beckingen nach dem Neubau der Kommendengebäude

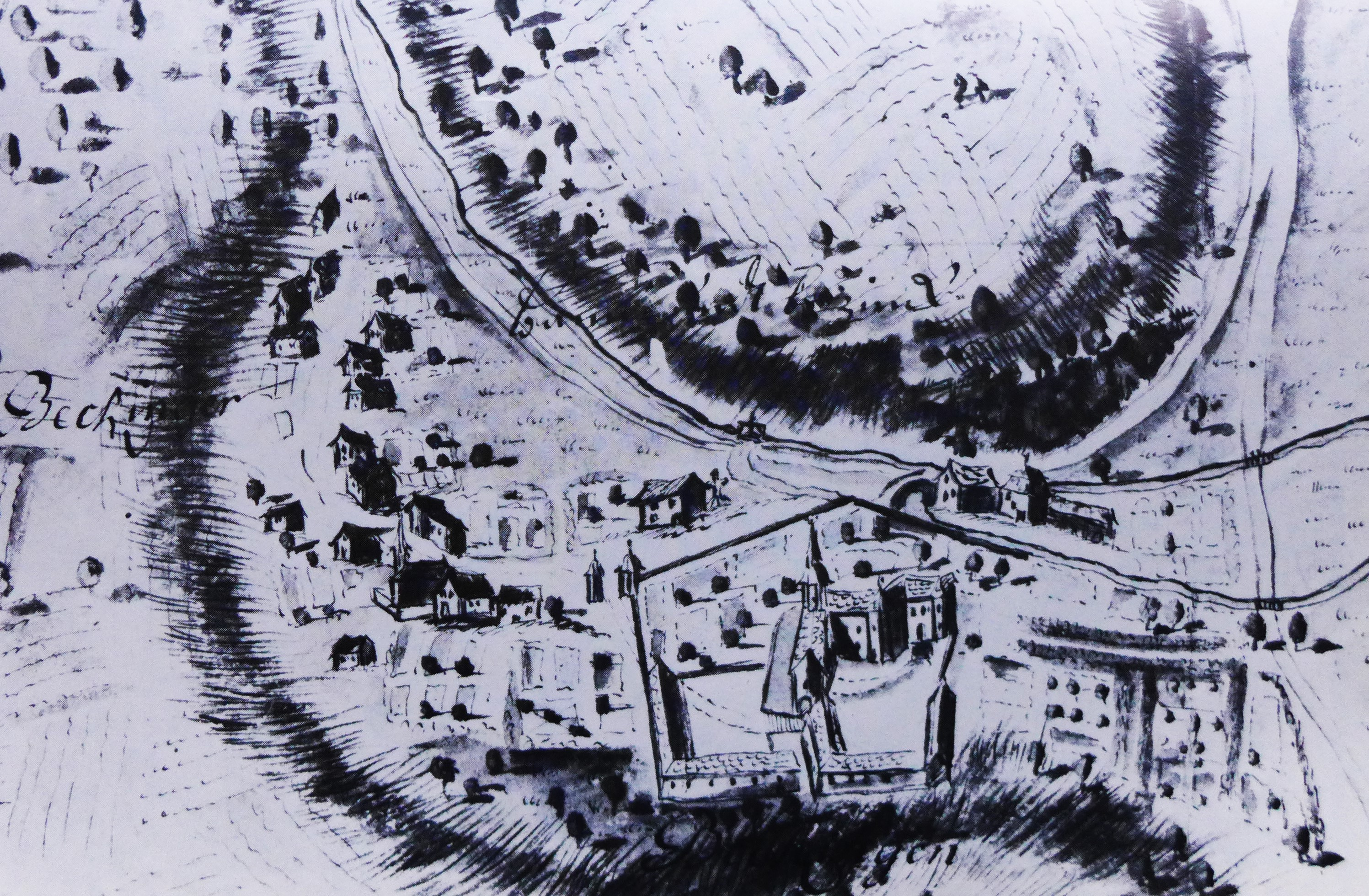
Die Deutschordenskommende vor dem Neubau der Kommendengebäude und das Dorf Beckingen im Jahr 1736

Erst unter Komtur Johann Philipp von und zum Steinkallenfels (1668–1752), der im Jahr 1701 zum Komtur in Trier und zum Verwalter der Ballei Lothringen sowie im Jahr 1709 zum Komtur in Beckingen ernannt worden war, erstarkte die Beckinger Deutschordenskommende wieder. Steinkallenfels, der auch in der Zentrale des Deutschen Ordens in Mergentheim als Regierungspräsident wirkte, führte Beckingen zu wirtschaftlicher Blüte. Nach Steinkallenfels’ Tod im Jahr 1752 konnte Johann Herrmann Lothar von Zievel bis zum Jahr 1762 die positive Entwicklung fortführen. Unter Reichsfreiherr Casimir Friedrich Boos von Waldeck und Montfort (1762–1781) erlebte die Kommende Beckingen ihre größte Prachtentfaltung, was allerdings bald die tatsächliche ökonomische Leistungsfähigkeit der Deutschordensniederlassung übermäßig zu strapazieren begann. Boos von Waldeck, der bereits in den 1750er Jahren aufgrund wirtschaftlicher Fehlentscheidungen vom Orden gemaßregelt worden war, häufte aufgrund seines gesteigerten Repräsentationsbedürfnisses einen nicht unerheblichen Schuldenstand für die Kommende auf. So ließe er bei der Kommende für 30.000 Reichstaler einen Park mit Alleen und Statuen anlegen, marmorne Futterkrippen für seine Pferde anfertigen sowie das neue Beckinger Deutschordens-Schloss bis zum Jahre 1763 fertigstellen. Die theologische Bibliothek der Kommende vernachlässigte er dagegen und schaffte stattdessen ein Zauberlexikon, Theaterliteratur, Kriegsliteratur, Gartenbauanweisungen sowie Werke zur Veterinärmedizin an.
Unter seinem Nachfolger Joseph Leopold Zweyer von Evenbach konnte sich die Beckinger Kommende ab dem Jahr 1781 wieder erholen.

### Französische Revolution
Bereits Jahre vor dem Ausbruch der Französischen Revolution hatte es in den Dörfern der Kommende Klagen über die als zunehmend bedrückend empfundenen Feudallasten gegeben. So hatten die Beckinger und Pachtener Bauern bereits im Jahr 1786 versucht, die Oberhoheit der Deutschordensritter abzuschütteln und die Frondienstpflicht zu beenden. Laut dem Dillinger Pfarrer Philipp Schmitt (1805–1856) soll dieser Protest sogar vor den Gerichtshof in Nancy gekommen sein, blieb aber letztendlich ohne Erfolg. Im Jahr 1789 beschwerten sich die Einwohner in den sogenannten Cahiers de Doléances über die negativen sozialen und ökonomischen Verhältnisse, in denen sie leben mussten. Am 9. März 1789 trafen sich Reimsbacher, Erbringer und Hargarter Einwohner im Haus des Reimsbacher Maire, wo sie ihre Klagen vortrugen. Die Einwohner von Beckingen, Haustadt, Honzrath und Fickingen formulierten ihre Klagen in einem jeweils eigenen Beschwerdebrief in deutscher Sprache an den französischen König Ludwig XVI.
Am 11. sowie am 13. Juli 1789, also noch vor der Erstürmung der Pariser Bastille am 14. Juli, war es in Saarlouis und den umliegenden Dörfern zu Revolten gekommen. Zwölf Tage nach dem 14. Juli 1789 folgten weitere Ausschreitungen.
Mit dem Beschluss der Nationalversammlung in Paris vom 4. August 1789 wurden der Zehnt und die Feudalrechte aufgehoben, die Proklamierung der Menschenrechte erfolgte am 26. August 1789. Im Folgejahr 1790 verlor der Orden seine letzten Privilegien gegenüber dem neuen französischen Staat.
Die damit verbundenen finanziellen Einbußen trafen den Orden hart. Als die Gemeinde dem Komtur die Benutzung der gemeinen Wiese verweigerte, musste die Beckinger Kommende die Schafzucht auf dem Kondeler Hof aufgeben. Die letzte hochgerichtliche Rechtsausübung der Kommende war im Jahr 1790 die Hinrichtung eines unverheirateten Mannes aus Wallerfangen durch den Strang, der seine Freundin ermordet hatte und in der Nähe des Kondeler Hofes aufgegriffen worden war. Am 2. November 1789 leitete die neue französische Regierung die Enteignung der Kirchengüter ein. Im Jahr 1792 enteignete der französische Staat die Beckinger Kommende und erklärte sie zum Nationalgut. Während Landkomtur Joseph Leopold Zweyer von Evenbach daraufhin Beckingen verlassen musste, versuchte noch der Balleisyndikus Kiblé, die Beschlagnahmung der Ordensbesitzungen zu verhindern, indem er sich vergeblich an den Hochmeister Maximilian Franz von Österreich wendete. Daraufhin reiste Syndikus Kiblé nach Saarlouis, Metz und Paris, um den dortigen Stellen die Reichsunmittelbarkeit der Kommende Beckingen nochmals deutlich zu machen, doch blieben seine Appelle ungehört. Der Beauftragte des Revolutions-Direktoriums des Distriktes Saarlouis beschlagnahmte den Kommendebesitz und führte vom 18. Februar bis zum 5. März 1793 unter militärischer Aufsicht die Versteigerung der Kommende durch. Vorher hatte man die Gebäude in den schweren Kämpfen des Jahres 1792 zwischen französischen und österreichischen Truppen um Düppenweiler, Beckingen, Haustadt und Dillingen noch als Lazarett genutzt. Damit endete die Geschichte des Deutschen Ordens in Beckingen, die von 1293 bis 1793 angedauert hatte.

### Weitere Entwicklung

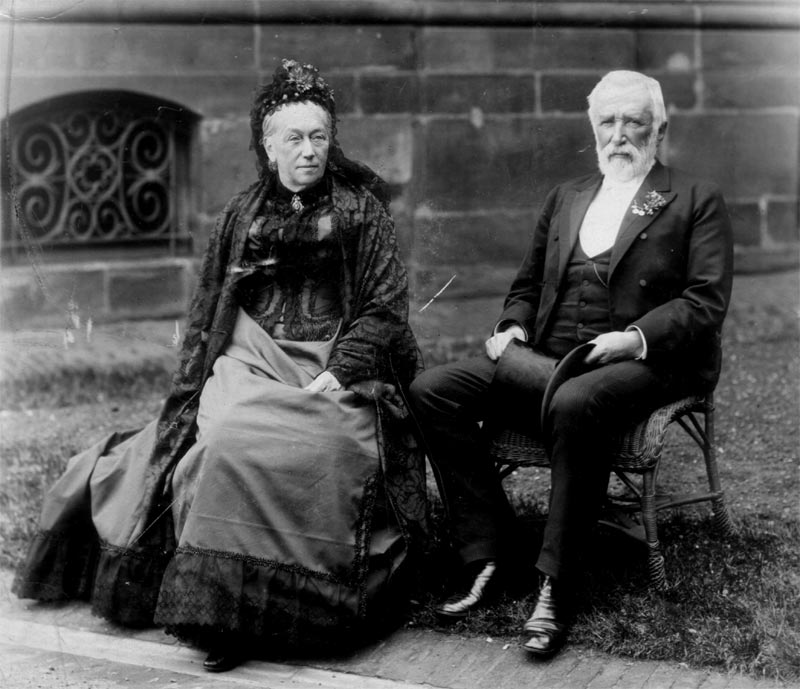
Eugen von Boch und seine Ehefrau Oktavie

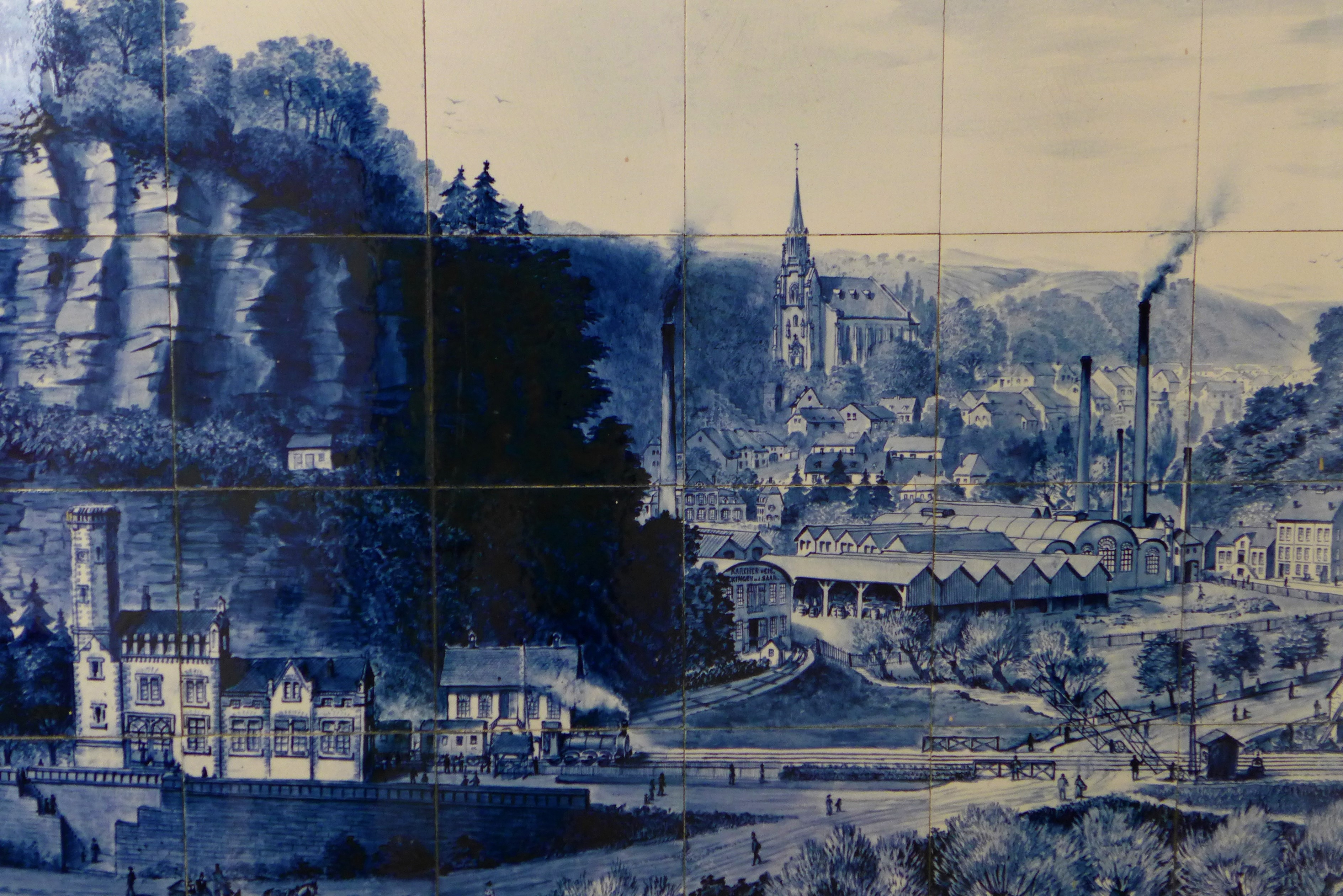
Beckingen am Ende des 19. Jahrhunderts mit der Karcherschen Fabrik auf dem Gelände der Kommendenmühle sowie dem Beckinger Bahnhofsgebäude und der Kirche St. Johannes und Paulus, Ausschnitt aus einem Fliesenbild von Peter Winkel im Merziger Museum Schloss Fellenberg

In der zweiten Hälfte des 19. Jahrhunderts richtete Eugen von Boch im Bereich des Kondeler Hofes eine Anstalt für die Produktion von künstlichem Dünger ein. Die Ordensweinberge mussten teilweise dem Bahnbau der Strecke Saarbrücken-Trier weichen und mit dem Beginn des 20. Jahrhunderts wurde der Weinbau in Beckingen ganz eingestellt. Die Beckinger Mühle der Deutschordenskommende wurde seit dem Übergang Beckingens an das Königreich Preußen als Lohmühle und seit 1819 als Ölmühle genutzt, die im Jahr 1838 wieder zur Getreidemühle wurde. Ab dem Jahr 1868 diente sie als Fabrikationsstätte kleiner Eisenwaren, aus der sich die expandierende Karchersche Schraubenfabrik entwickelte, die die Industrialisierung Beckingens massiv vorantrieb. Das Werk firmiert aktuell unter dem Namen Nedschroef Beckingen GmbH.

Wappen der Gemeinde Beckingen mit dem schwarzen Kreuz des Deutschen Ordens auf weißem Grund

Die Regierung des Saarlandes unter Ministerpräsident Johannes Hoffmann verlieh der Gemeinde Beckingen am 20. August 1951 als Gemeindewappen das Wappen des Komturs des Deutschen Ritterordens Philipp Arnold von Ahr (Amtszeit 1623 – 1634), das auch im Schlussstein der im Jahr 1634 erbauten örtlichen Marcelluskapelle enthalten ist. Der Schild ist viergeteilt. Heraldisch oben rechts und unten links ist ein durchgehendes schwarzes Kreuz auf silbernem Grund dargestellt, heraldisch oben links und unten rechts erscheint auf schwarzem Grund ein fünfstrahliger goldener Stern, überhöht von zwei fünfblättrige goldenen Rosen. Die Gemeindefarben sind Schwarz-Weiß und entsprechen damit den Farben des Deutschen Ordens. Das Wappen wurde im Gefolge der saarländischen Kommunalreform am 1. Januar 1974 zum Wappen der Gemeinde Beckingen mit ihren Teilorten Beckingen, Düppenweiler, Erbringen, Hargarten, Haustadt, Honzrath, Oppen, Reimsbach und Saarfels.
Hinsichtlich der Existenz der Komturei Beckingen sind nur noch wenige steinerne Zeugnisse vorhanden, so der bereits erwähnten Schlussstein der Marcelluskapelle mit der Inschrift „P.A.V.A.L.D.B.L.T.O.R. 1634“ (Philipp Arnold von Ahr, Landkomtur der Ballei Lothringen, Teutsch Ordnens Ritter 1634) und eine weitere eingemauerte Steintafel, die das Wappen des Komturs Philipp Bernhard von Lontzen, genannt Roben, zeigt. Die Inschrift beiderseits des Wappens lautet:
PHILIPPVS BERHARDVS VON LONTZEN GENANNT ROBEN STATHALTER DER BALLEY LOTHRINGEN COMMENTHVR ZV TRIER VND BECKINGEN TEUTSCHEN ORDENSRITTER ANNO 1639.
Das Familienwappen des Nachfolgers von Philipp Bernhard von Lontzen, des Beckinger Komturs Lothar Braun von Schmidtburg, ziert heute noch den Giebel des Anwesens Tiné in der unteren Talstraße/Ecke Herrenbergstraße.
Der heute zerstörte Wohn- und Verwaltungssitz des Komturs in Beckingen ist über eine Zeichnung aus dem Jahre 1773 überliefert, die der damalige Geometer Coster angefertigt hat. Demnach bestand das Schloss aus einem Hauptgebäude sowie zwei halbrunden Seitenflügeln, die sich nach vorne bis auf eine breite Einfahrt näherten. Zum Schloss gehörte auch eine Kapelle, der Ordensfriedhof, eine Schäferei, die Ordensmühle, das heute noch erhaltene Zehntentor, ein Winzerhaus, ein Gärtner- und ein Kutscherhaus sowie einige größere Ökonomiegebäude. Das im Jahr 1856 erneuerte Hauptgebäude wurde im Jahr 1991 endgültig abgerissen. Erhalten geblieben ist ein Brunnen der Komturei, der die Jahreszahl 1731 trägt. Auf dem unmittelbaren Gelände des ehemaligen Schlosses befindet sich aktuell eine Gärtnerei. Die Beckinger Veranstaltungshalle „Deutschherrenhalle“ neben dem Beckinger Rathaus erinnert mit ihrer Namensgebung an die Herrschaft des Deutschen Ordens über Beckingen.

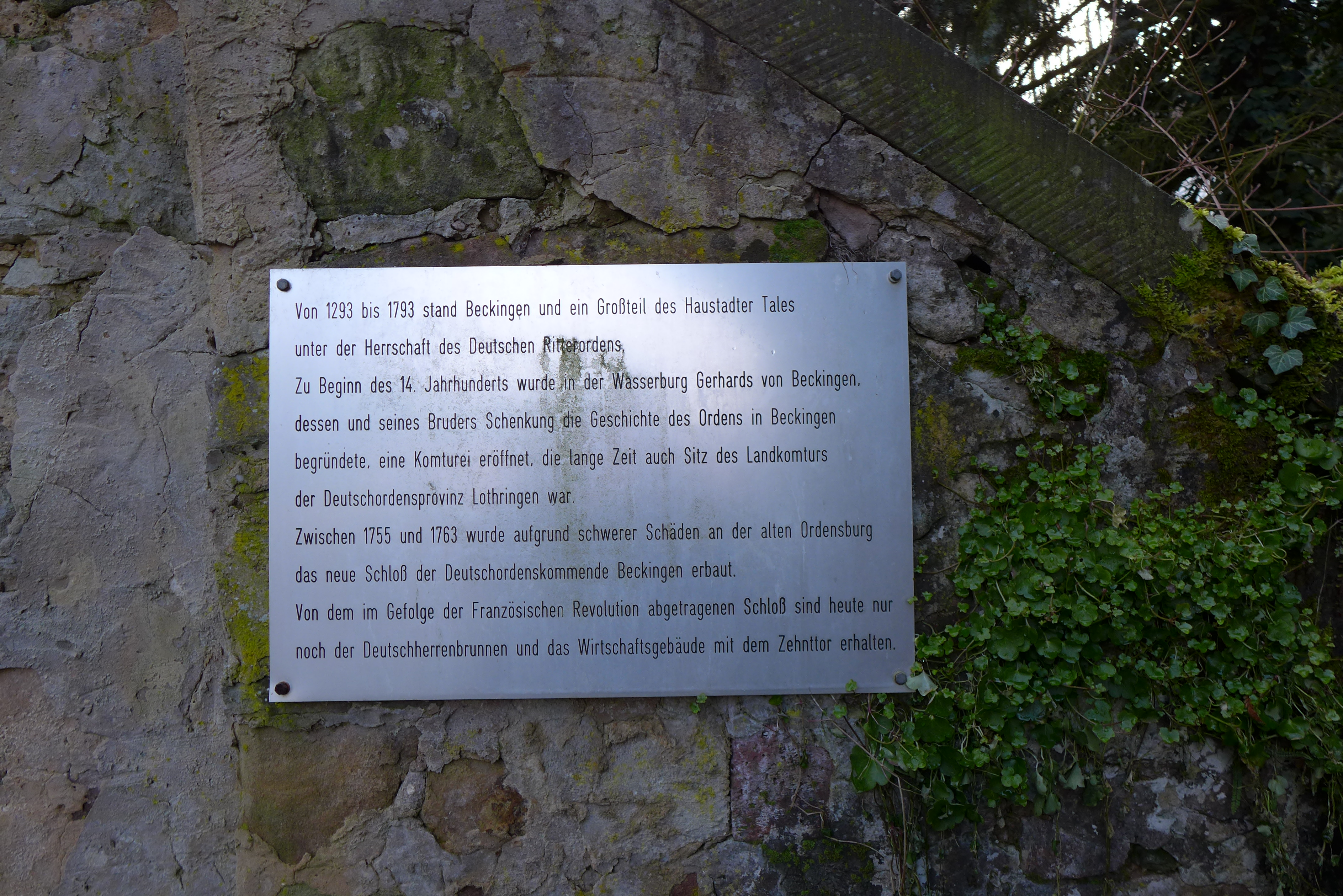
Beckingen, Gedenktafel für die Deutschordens-Kommende am Eingang des Areals
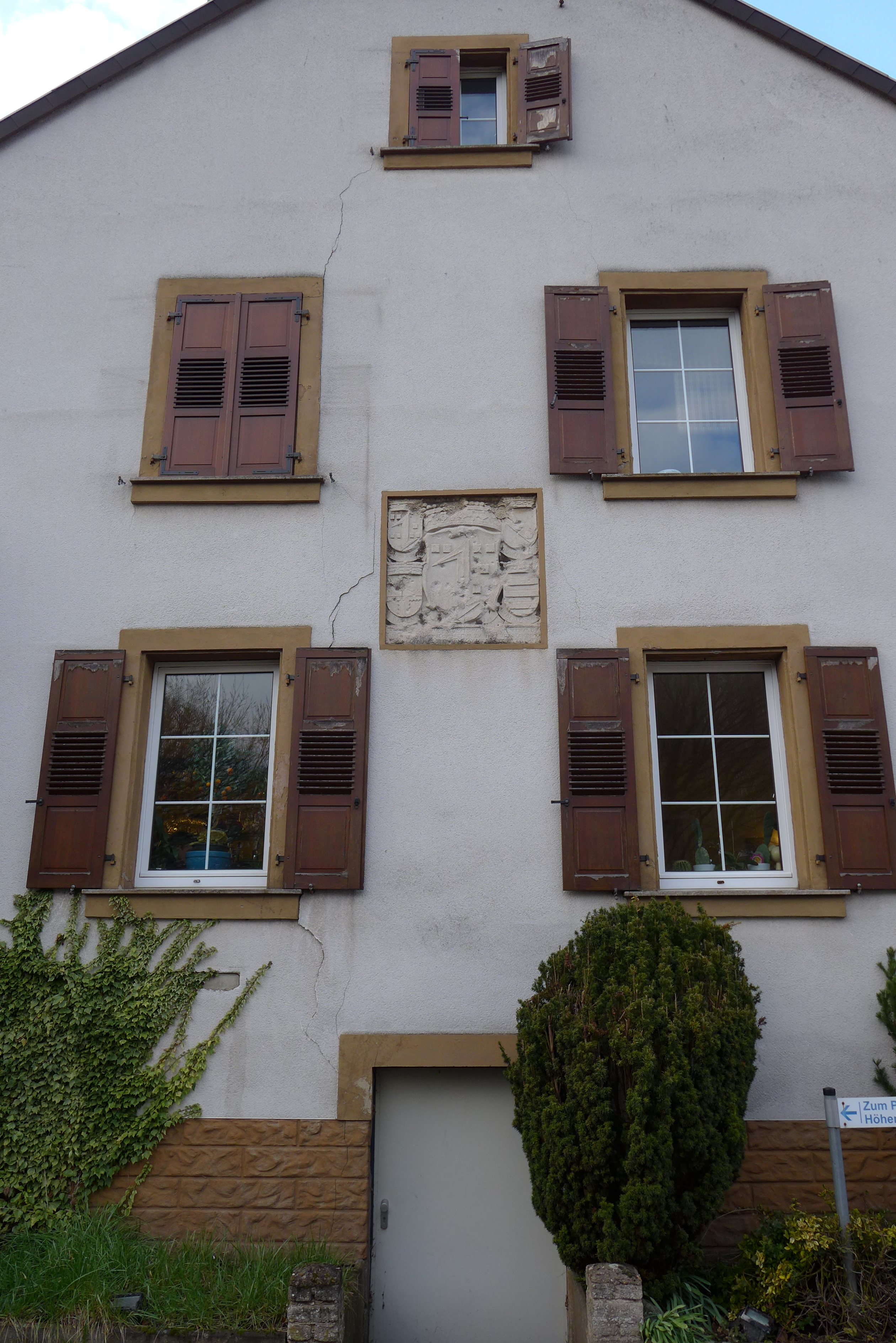
Beckingen, Wappenstein der Deutschordens-Kommende am Anwesen Tiné
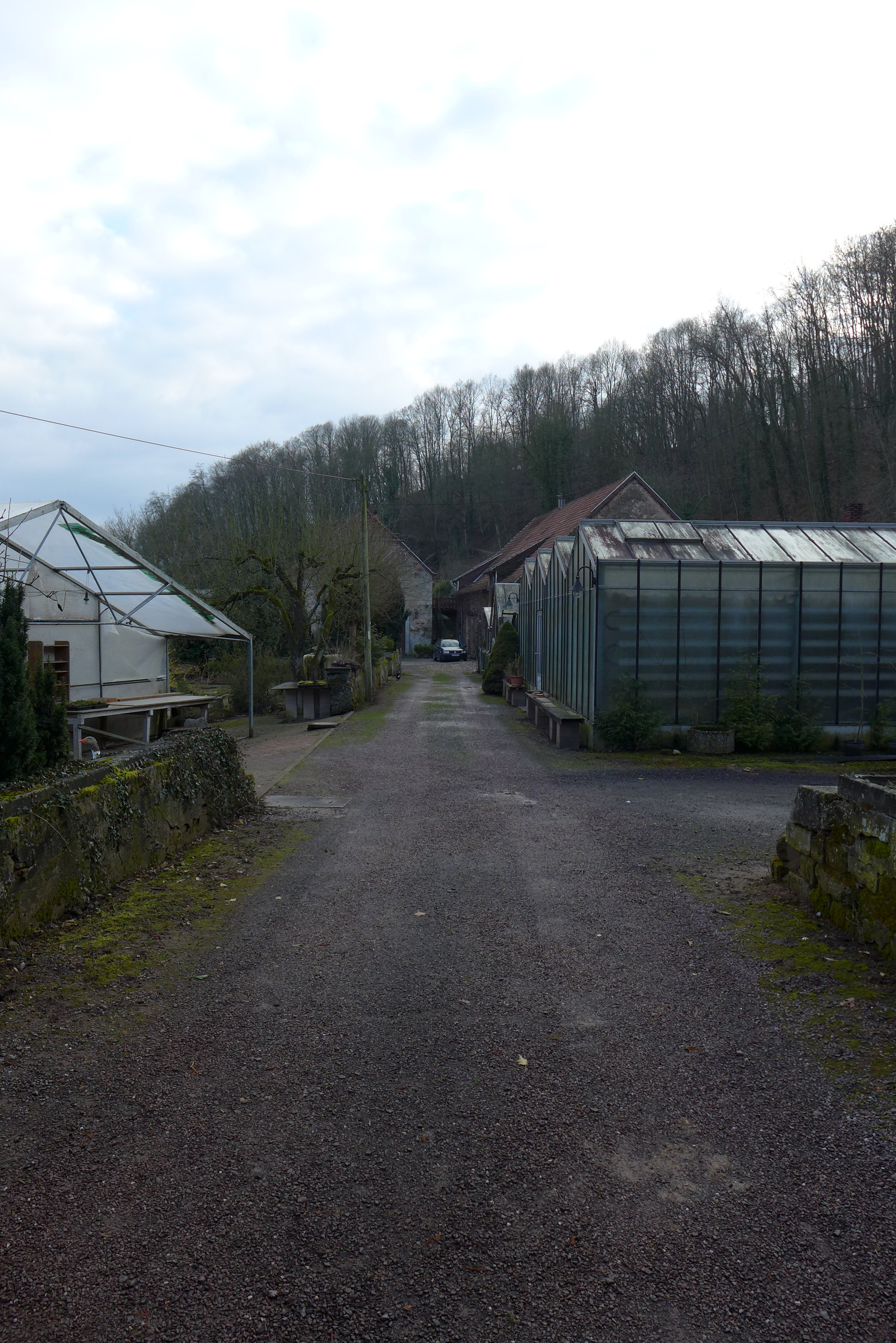
Beckingen, Gelände der ehemaligen Deutschordens-Kommende
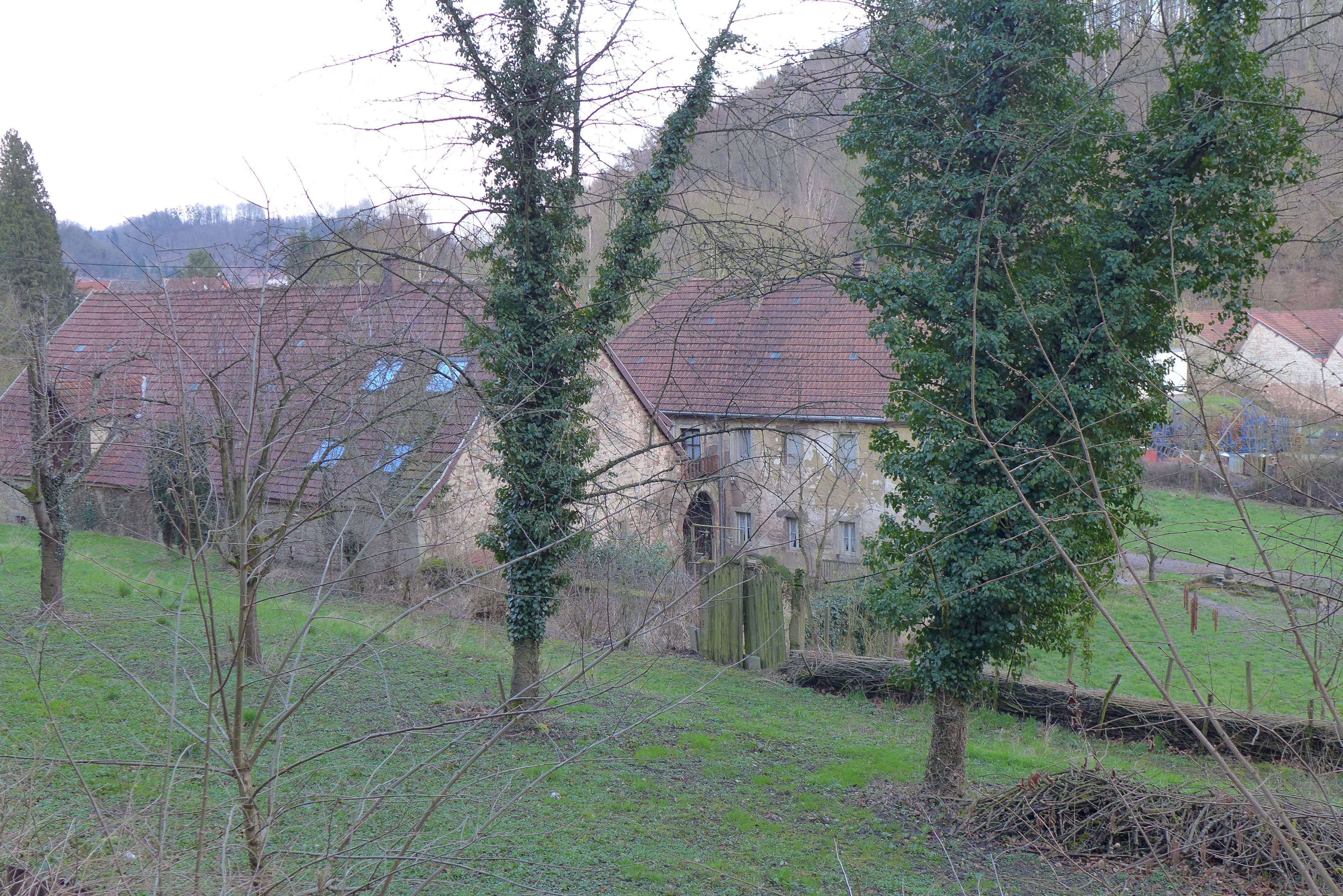
Beckingen, Ehemalige Ökonomie-Gebäude der Deutschordens-Kommende

## Komture von Beckingen
Der Kommende standen folgende Komture vor:
- Otto von Hofelt: 1320–1339[21]
- Conrad: 1370[22]
- Peter Diroloff: 1397[23]
- Johann von Cropsberg: 1404–1406[24]
- Johann von Altze: 1413–1419[25]
- Clais von Remich: 1423–1458[26]
- Johann Nebel von Obernenheim: 1444[27]
- Johann Cranch von Lamsheym: 1463–1470
- Hans von Flersheim: 1477
- Dietrich von Nassau: 1514
- Peter von Enschringen: 1522–1544

Die folgenden Komture sind gleichzeitig Komture von Beckingen und Trier:
- Gisbert Schenk von Schmittburg: 1568–1576
- Hans Jakob von Enschringen: 1576–1580
- Johann von Eltz: 1580–1604, Abdankung
- Johann Ferdinand Freiherr zu Törring zum Stein und Pertenstein: 1604–1622, Absetzung
- Philipp Arnold von Ahr: 1623–1634
- Balduin von Eltz: 1634–1636
- Philip Bernhard von Lontzen genannt Roben: 1636–1645
- Lothar Braun von Schmidtburg: 1646–1687
- Johann Heinrich von Metzenhausen: 1687–1699, Absetzung
- Johann Philipp von und zum Steinkallenfels: 1701–1752
- Johann Hermann Lothar von Zievel: 1752–1762
- Casimir Friedrich Reichsfreiherr Boos von Waldeck und Montfort: 1762–1781
- Joseph Leopold Reichsfreiherr Zweyer von Evenbach: 1781–1822[28]